# 澳門金龍巴士
新福利在2005年購買11米丹尼士飛鏢SLF後，也購入5輛由廈門金龍製造的廈門金龍XMQ6103G作測試。後來反應良好，在2006年至2021年間購入合共541輛，由蘇州金龍製造的不同長度巴士以取代舊有的巴士。新福利以K（KingLong）字頭、H（Higer）字頭（三門大巴）以及HE（Higer Electric）（電動巴士）、HL（Higer Long）（掛接巴士）字頭作為此批巴士的車隊編號。車隊首部金龍編號為K01，再如此類推。
該車款在新福利的數目，已超越ROSA小巴。在2011年時數目高達125架。因排放及車齡問題，部分巴士需要退役。隨後又購入128輛大巴以取代舊有的巴士。令現役數目增至174架，比ROSA小巴還要多。
新時代在2017年引進8部廈門金旅，在12月份正式投入服務，2018年8月1日歸入澳巴擁有。
澳巴於2021年公開招標引入新巴士，當中包括蘇州金龍巴士，為數90輛。當中26輛於2022年4月中陸續投入服務，42輛於2023年1月陸續投入服務，而其餘預計於2024年投入服務。

## 新福利款式（非低地台版本）

### 廈門金龍XMQ6103G（K01-K05）
簡介：

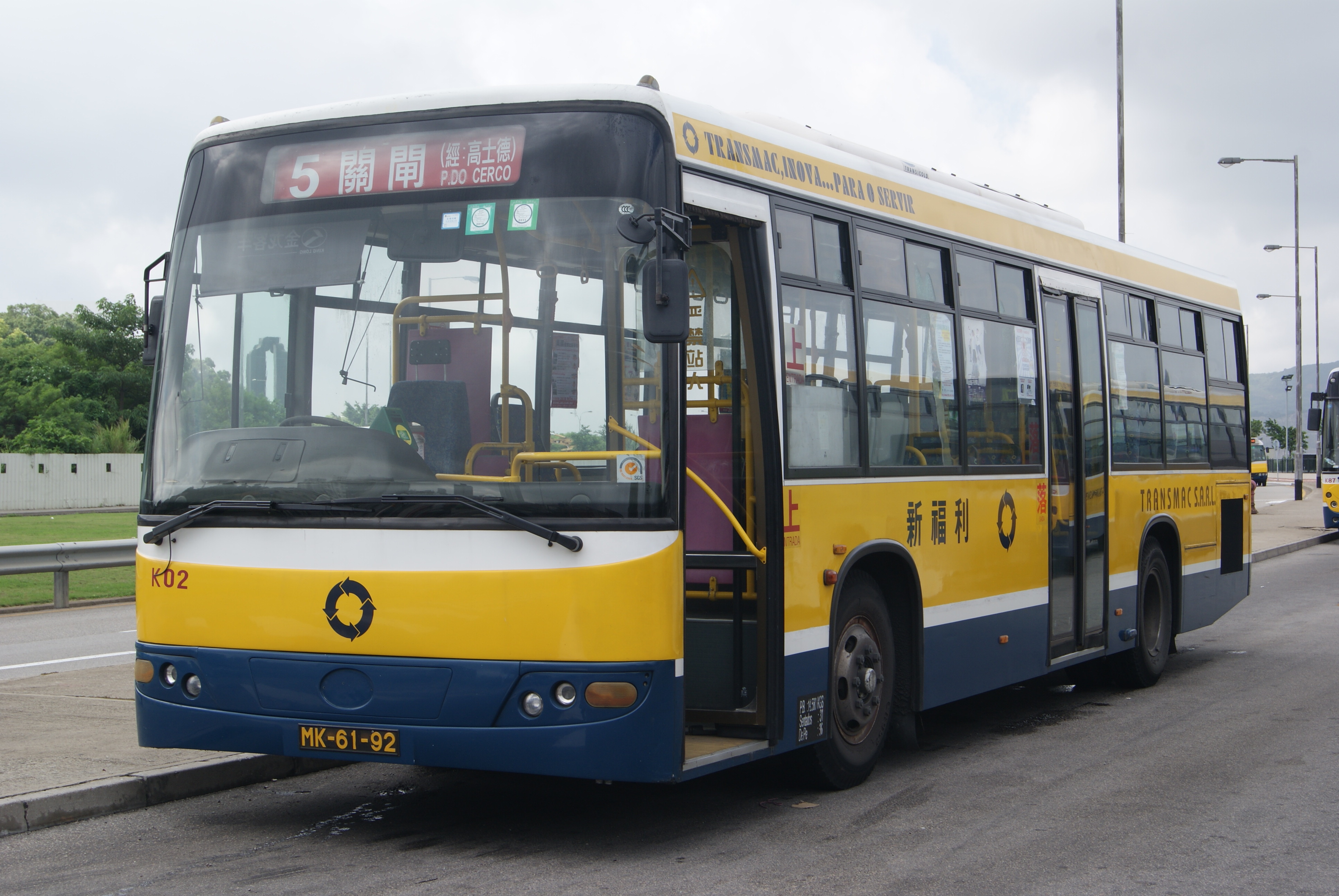
廈門金龍XMQ6103G

- 新福利於2005年購入廈門金龍XMQ6103G，共有5輛，為樣板車型
- 該批車使用膠製路線牌，是新福利最後一款使用膠製路線牌巴士之一，採用非低地台，車頭採用較流線型設計

巴士詳細：
- 引擎：東風康明斯ISCe260，波箱：Allison
- 載客量：31坐位+36企位
- 車輛長度：10.3米

行駛路線及備註：
- 這批車退役前，主要行駛33、34路線，間中行駛1、1A、3、3A、5、26A、32路線
- 因為排放問題，加上車齡較高，因此在2011年7月31日全數退役，並在2018年2月全數拆解

### 蘇州金龍KLQ6101G（K06-K35）
簡介：

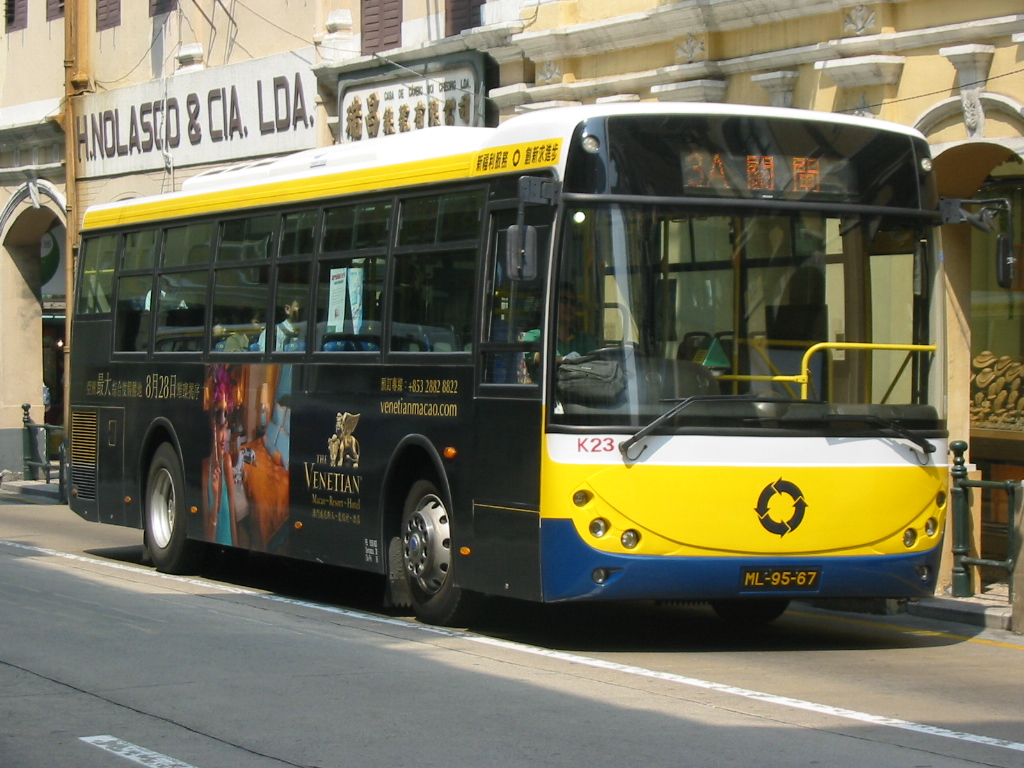
蘇州金龍KLQ6101G退役前常行駛3A路線

- 後來新福利見上款巴士效果不錯，於是在2006年起，購買首批10米蘇州金龍KLQ6101G，共有30架
- 該批車改用橙色電牌，是新福利首款使用電牌巴士之一
- 與樣板相比，車頭上面多了一塊東西，車頭也比樣板版本平直，引擎和波箱也與樣板大幅不同。

巴士詳細：
- 引擎：東風康明斯EQB210-20，波箱：Voith DIWA 851.3
- 載客量：30坐位+36企位
- 車輛長度：10.25米

行駛路線及備註：
- 這批車退役前，主要行駛1、3A、34路線，間中行駛5、9A、26A、32、33、MT2路線
- 因排放問題，因此在2011年7月31日全數退役，於2018年2月起全數拆解

### 蘇州金龍KLQ6930G（K36-K85）
簡介：

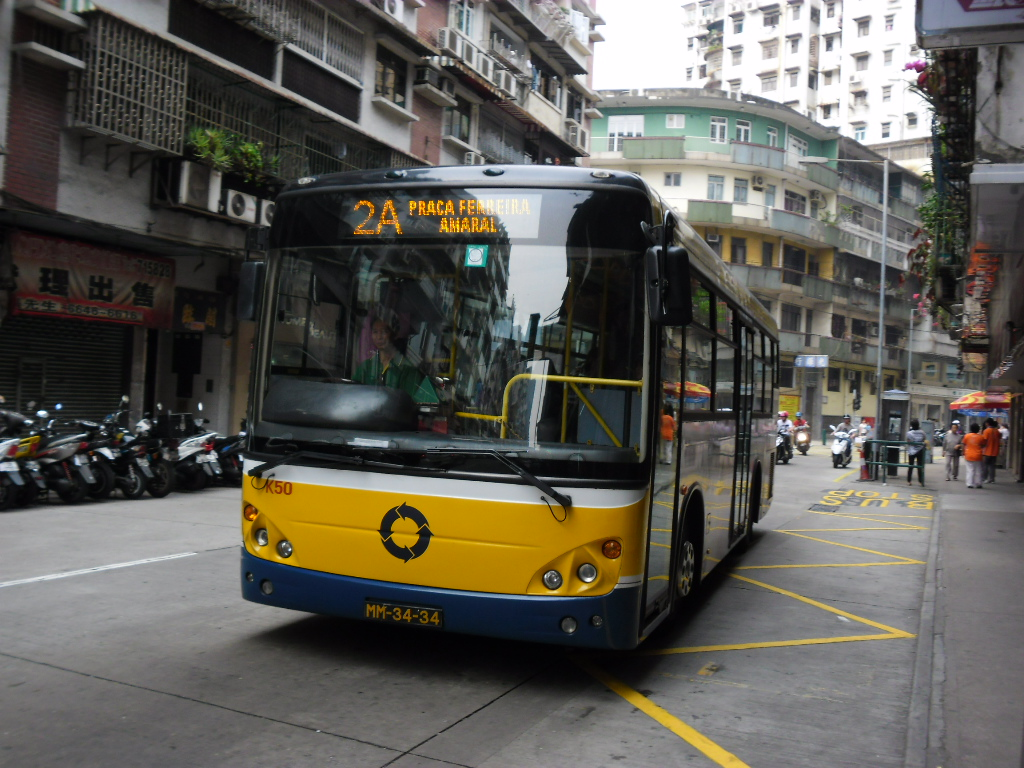
首批KLQ6930G行駛2A路線

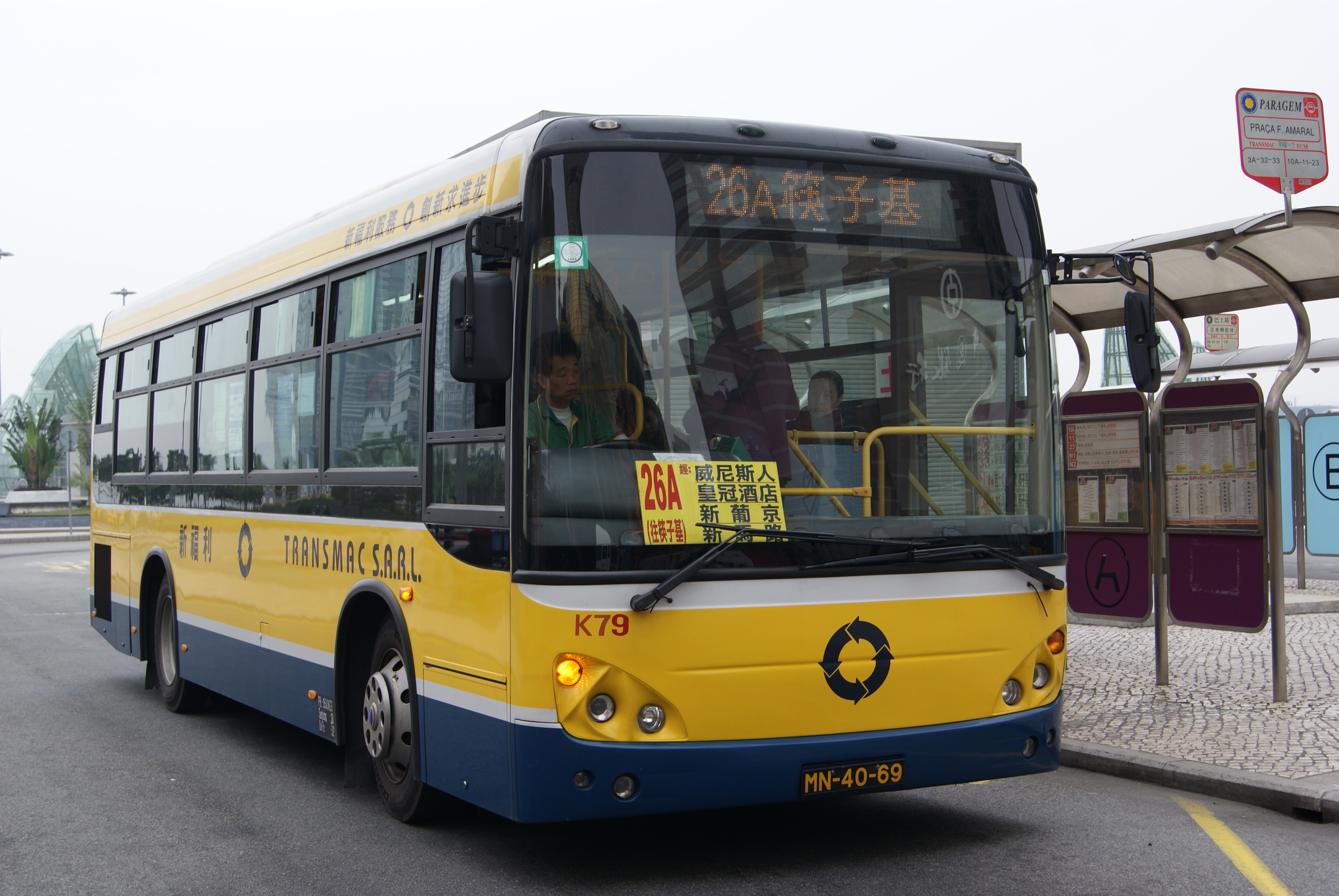
次批KLQ6930G行駛26A路線

- 因應單門版本ROSA小巴開始因車齡問題退役，再加上部分路線的客量開始增加。原有的小巴不足應付需求，再加上中巴數目的不足（當時只有約70輛，不過原有的中巴還需要行走其他路線）。因而在2007年開始引入超短版本9.3米蘇州金龍KLQ6930G，共有40架
- 與樣板相比，車頭殼是一樣的，不過沒有採用流線型設計。採用橙色電牌，比同樣使用電牌的10米K車，電牌位置更闊。引擎和波箱則與蘇州金龍KLQ6101G相同
- 一年後，加訂10架同款巴士，改配另一款歐二引擎，共有10架

巴士詳細：
- 引擎：東風康明斯EQB210-20（K36-K75）／Cummins ISDe245-30（K76-K85），波箱：Voith DIWA 851.3
- 載客量：28坐位+34企位
- 車輛長度：9.28米

行駛路線及備註：
- 剛投入服務時，主要行駛2、32路線，後來更行駛2A、4、9A、26A、32、MT2路線（為原本使用小巴的路線）。不過其他使用中巴及大巴的路線也有機會出現該款車輛
- K35-K70已在同年2011年8月1日停駛，不過沒有拆卸，全數改為包車用途。不過K71-K85還在2011年8月1日繼續行走，該批車曾經主要行駛25X、MT4路線，間中行駛4、9A路線
- 於2012年起改為包車用途，並由蘇州金龍KLQ6101GE3復出取代。全數在2018年2月起進行拆解。

### 蘇州金龍KLQ6101GE3（K86-K100）
簡介：

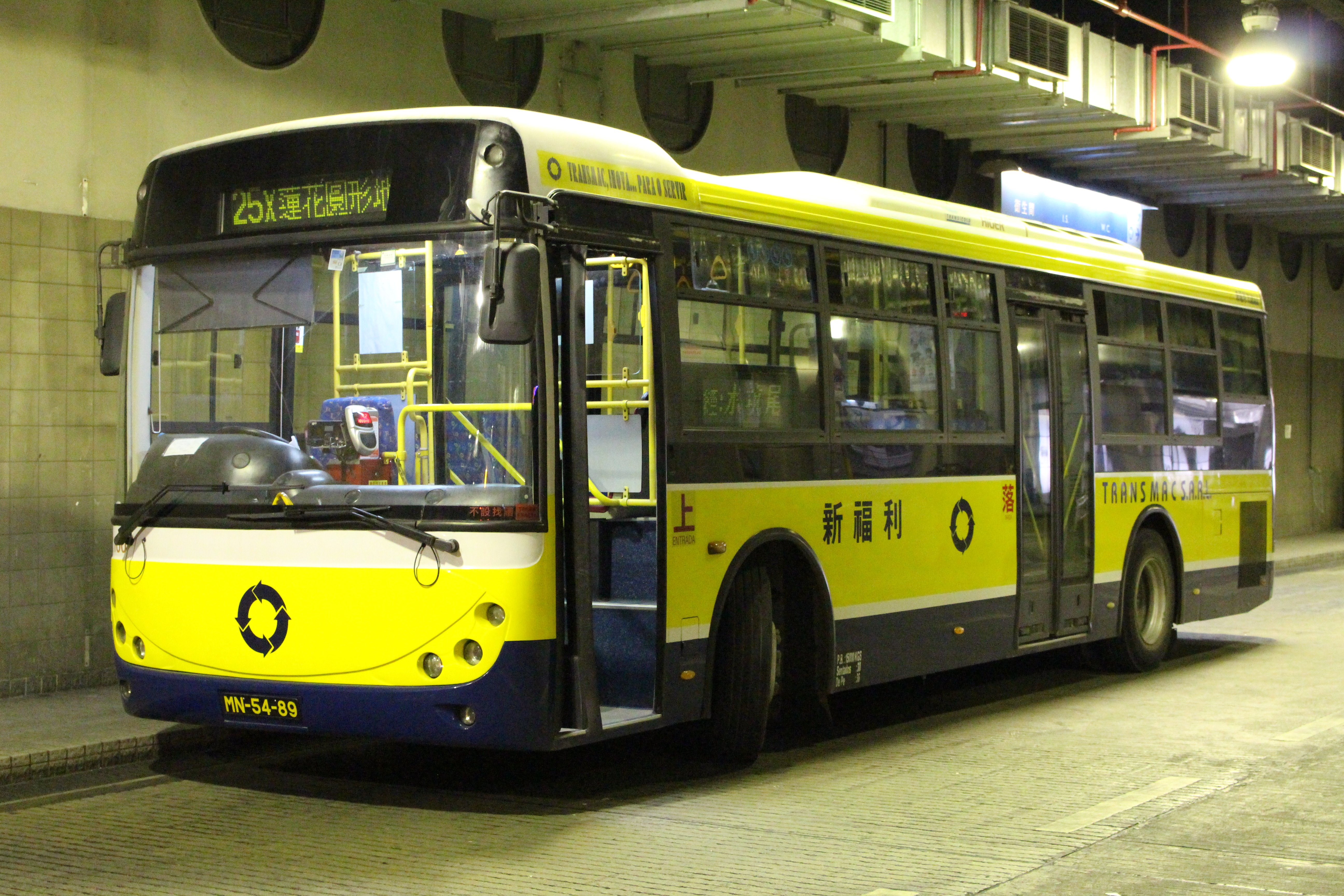
蘇州金龍KLQ6101GE3外觀，行駛25X路線

- 該批車在2008年購入，型號為蘇州金龍KLQ6101GE3，共有15架
- 與上款巴士相比，該批車改用綠色磁牌；引擎也改用英國本土製造的，是歐三排放標準，其他與KLQ6101G大致一樣

巴士詳細：
- 引擎：Cummins ISDe245-30，波箱：Voith DIWA 851.3
- 載客量：30坐位+36企位
- 車輛長度：10.25米

行駛路線及備註：
- 在2011年7月31日或之前，這批車主要行駛1、33、MT2路線，間中行駛1A、3、3A、26A、32、34路線
- 2011年8月1日後突然停駛，期間在車廠外或旅遊塔車場閒置，後來用來大型活動作包車之用
- 在2012年2月，K96率先復出行駛32，之後同款車輛也陸續復出，以取代蘇州金龍KLQ6930G（K71-K85）。當時主要行駛4、25X、MT4路線，間中行駛9A路線
- 於2016年3月全數改為包車以及銀河員工車用途，直至2021年1月全數退役並拆解

### 蘇州金龍KLQ6126G（K101-K115）
簡介：

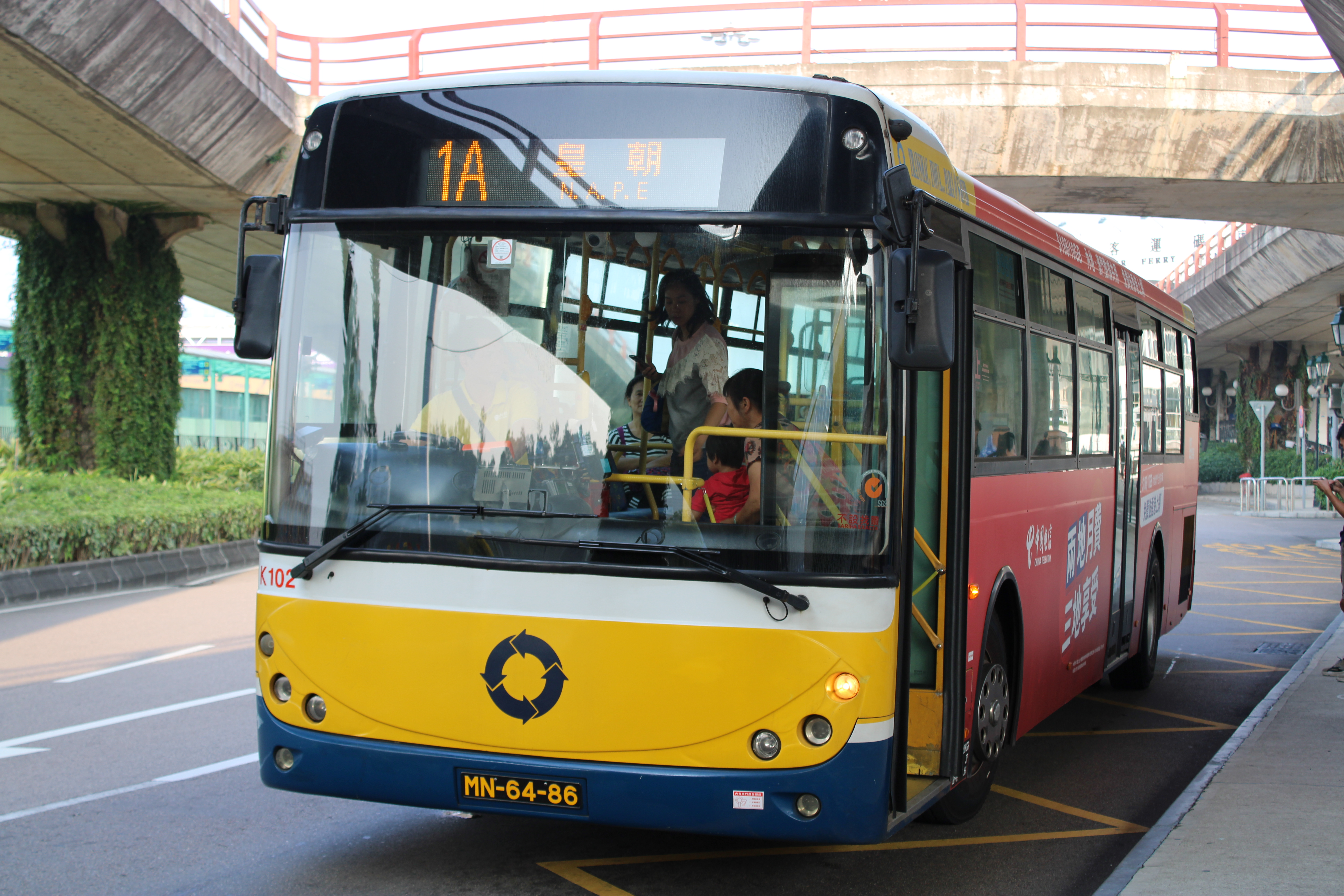
新福利首批KLQ6126G

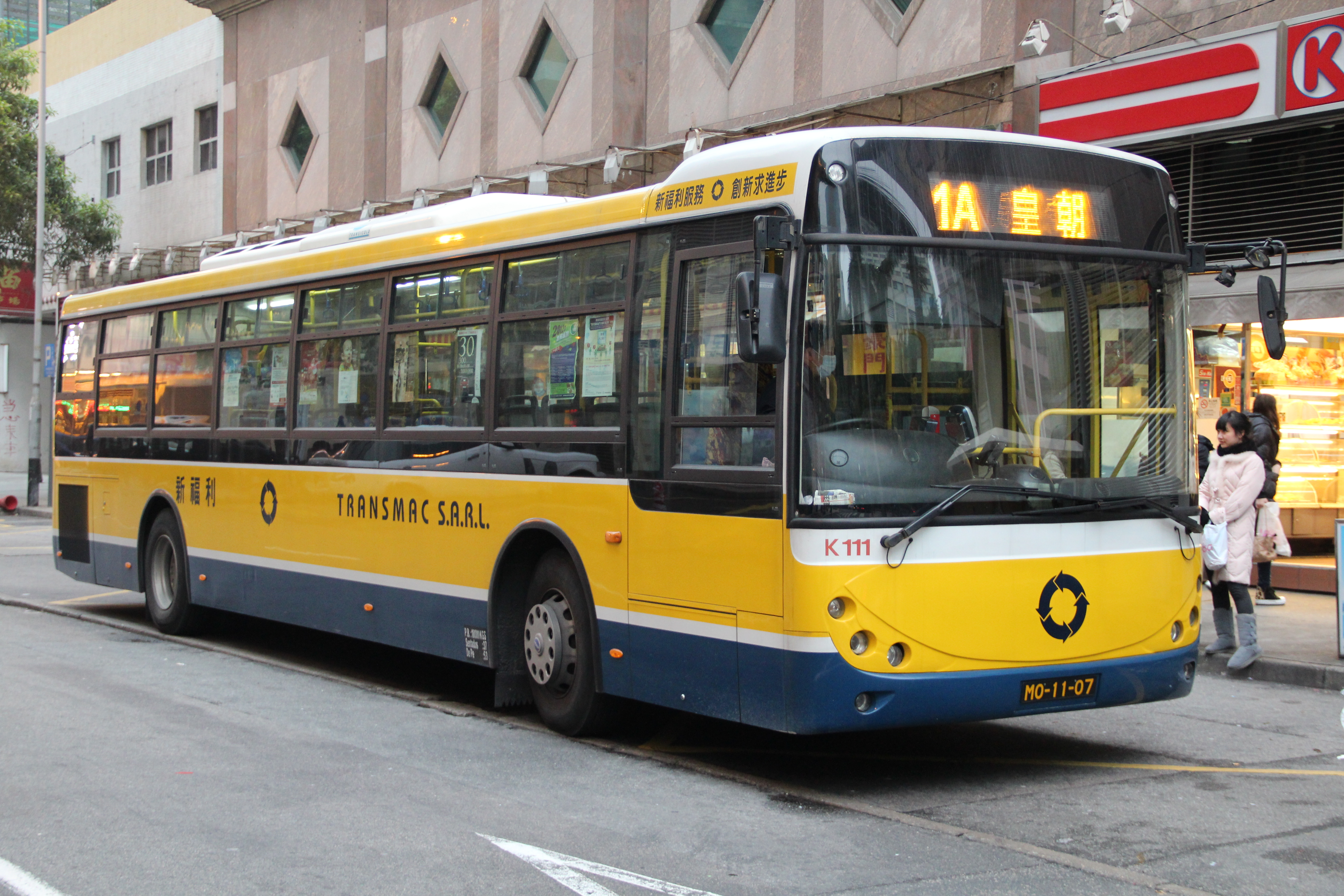
新福利次批KLQ6126G

- 澳巴在2007年引入11.6米巴士的時候，新福利也在2008年引入5部12米蘇州金龍KLQ6126G以作測試，是新福利首次引入12米巴士
- 與蘇州金龍KLQ6101GE3相比，該車引擎改用同樣都是歐三規格的Cummins ISLe290-30，其餘大致相同。
- 後來反應不錯，再引進多10輛同款車輛，引入目的可能是為了取代已用20年的1989年三菱Fuso BK125L。該款車改用橙色電牌，其餘皆相同。

巴士詳細：
- 引擎：Cummins ISLe290-30，波箱：Voith DIWA 851.3
- 載客量：32坐位+58企位
- 車輛長度：12米

行駛路線及備註：
- 因為澳門街道十分狹窄，加上已有11米丹尼士飛鏢SLF。在2011年7月31日或之前，該批車只以輔助形式行駛1、1A、3、5路線，並沒有路線主力使用該款車。也曾以特見形式行駛26、26A、33路線
- 在2011年8月1日後主力行駛1A路線，直至2022年6月26日為止
- 該批車是新福利最後一款用作公共交通服務的非低地台大巴
- K102在2018年4月率先更換為藍斯電牌及藍斯報站系統；K101、K103、K104隨後更換為藍斯電牌及藍斯報站系統；K105-K115在2019年更換為通達電牌及藍斯報站系統
- 因應宇通12米三門大巴轉投非營運路線，全數在2024年1月份起退役

### 蘇州金龍KLQ6930GE3（K116-K125）
簡介：

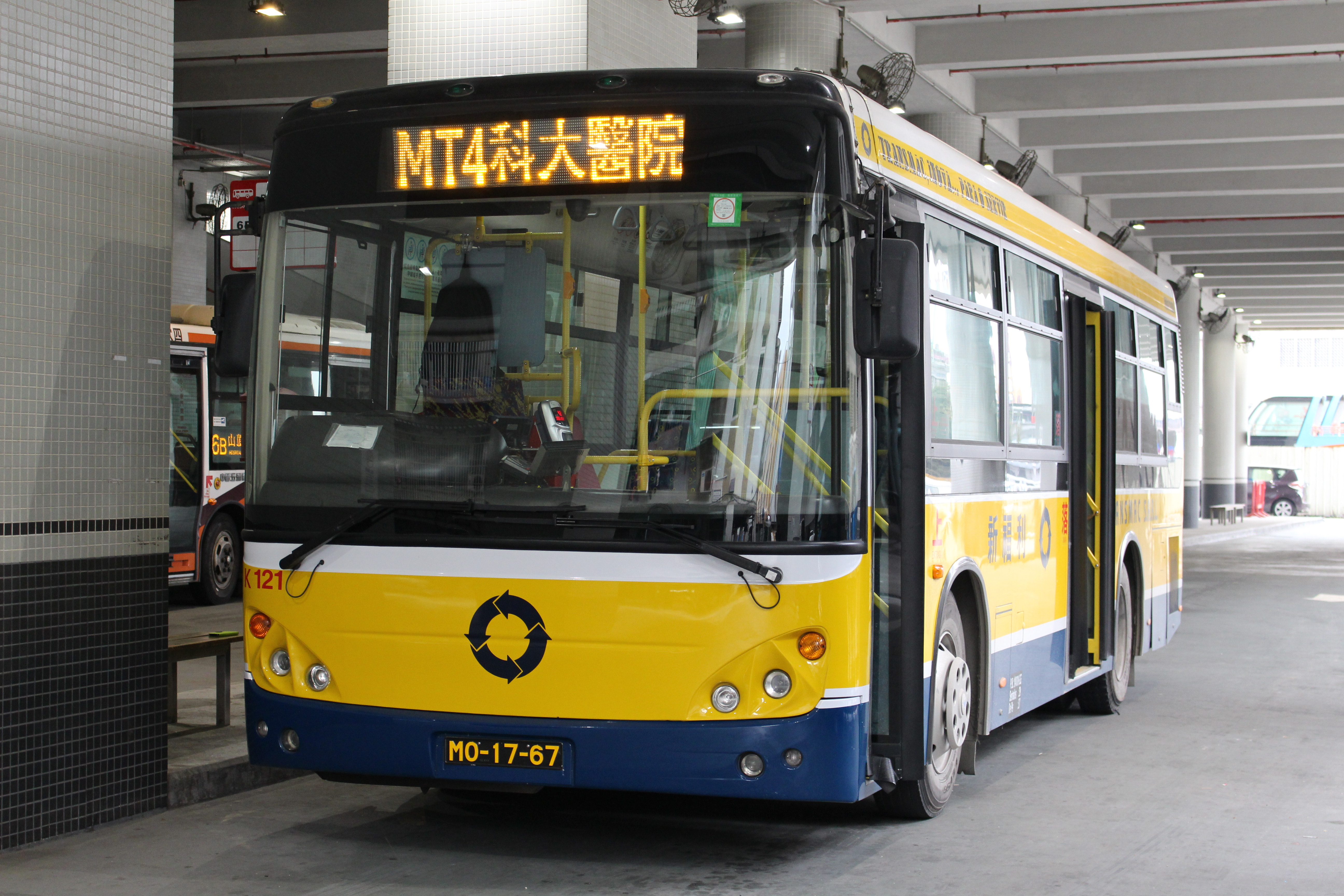
蘇州金龍KLQ6930GE3是專為澳門而設計的型號

- 新福利在2009年再次引入中巴，型號是蘇州金龍KLQ6930GE3，是海格專門為澳門而設計的。引入目的是為了完全取代1997年平治O814型中巴，數目只有10架
- 該款車使用跟K86-K100同款的Cummins ISDe245-30引擎

巴士詳細：
- 引擎：Cummins ISDe245-30，波箱：Voith DIWA 851.3
- 載客量：29坐位+37企位

行駛路線及備註：
- 2016年5月7日起，9部改為包車接送，現已全數退出營運並改為包車接送。
- 2024年1月，因應海格KLQ6960GQE5柴油中巴轉投非營運路線，故全數退役。

## 新福利款式（低地台版本）

### 柴油款式

#### 蘇州金龍KLQ6108GQ30（K126-K210、K239-K253）
簡介：

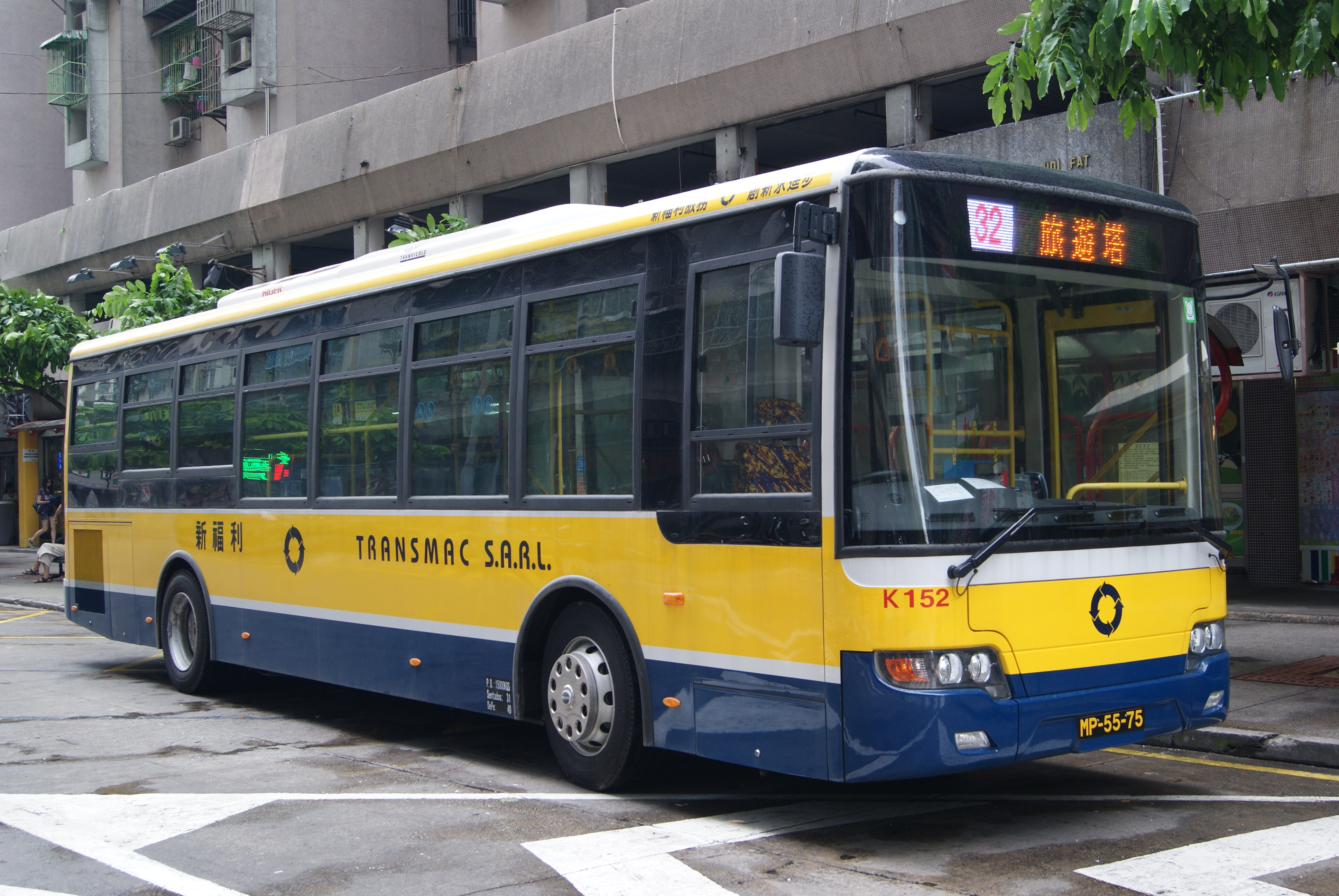
蘇州金龍KLQ6108GQ30巴士
（最初使用白底紅字路線編號加目的地無底色橙色電牌）

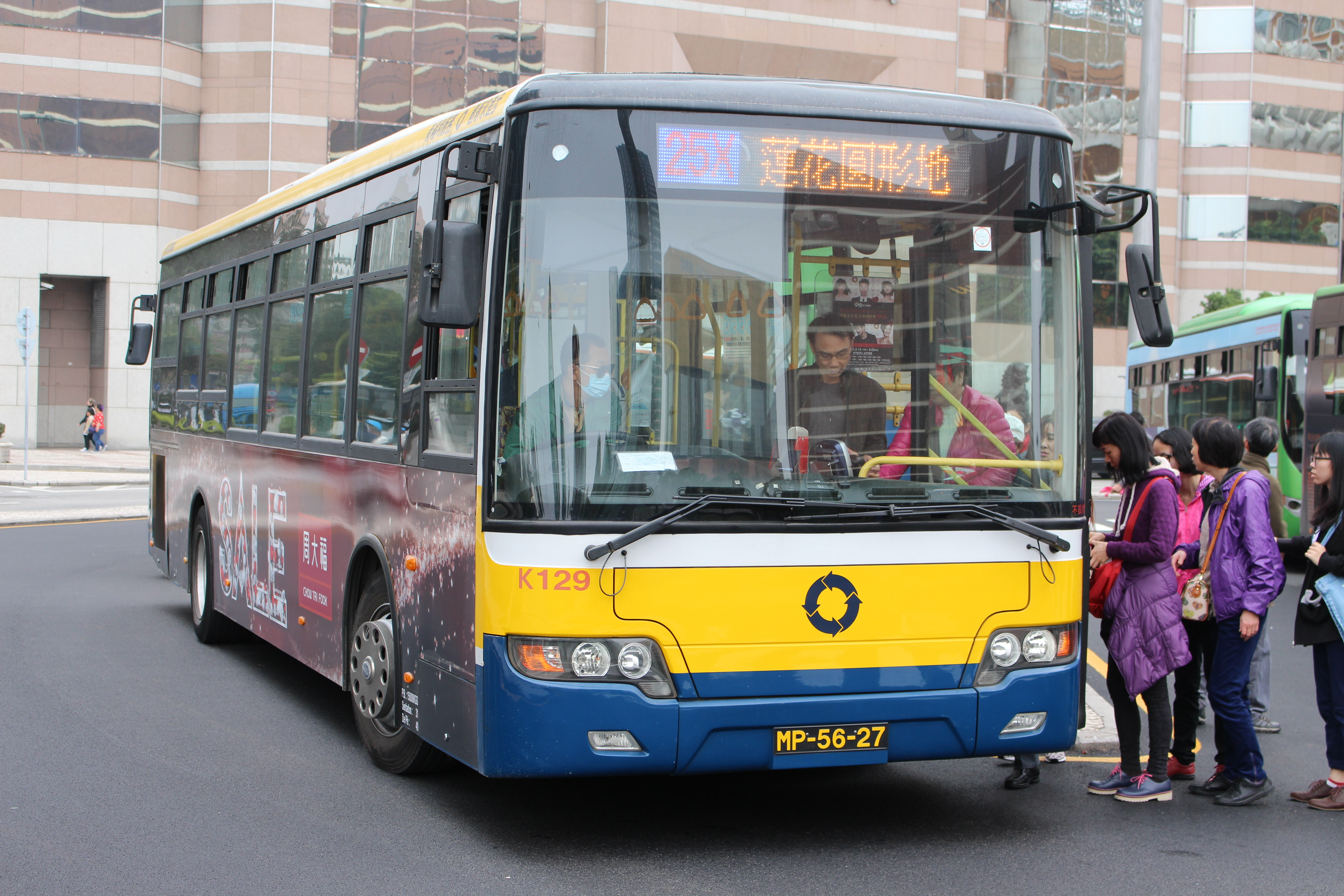
蘇州金龍KLQ6108GQ30巴士
（後期使用藍底紅字路線編號加目的地無底色橙色電牌）

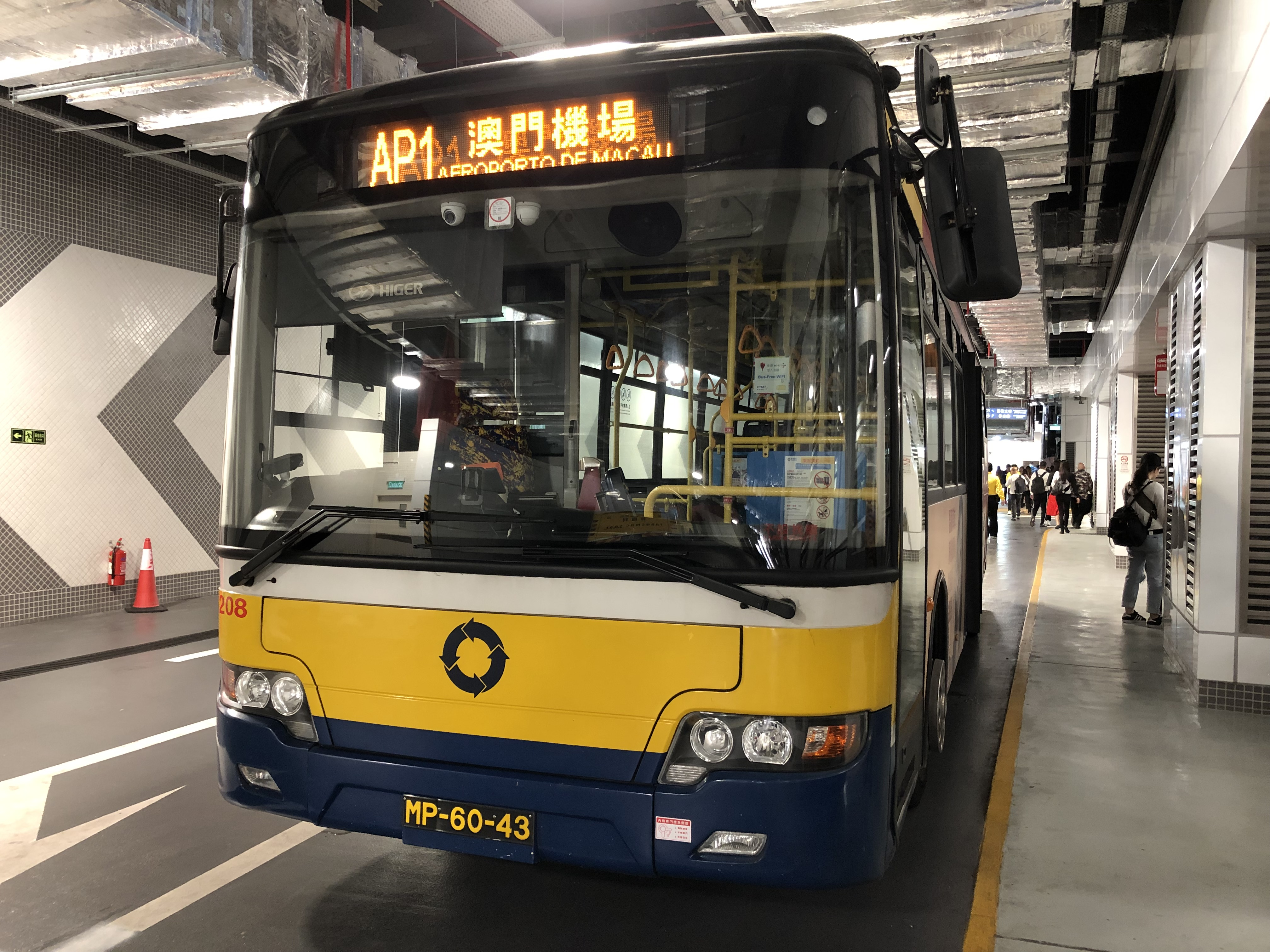
蘇州金龍KLQ6108GQ30巴士
（改用通達橙色電牌）

- 因應「新巴士營運模式」實行，有大量巴士因不符合排放及車齡問題條件而退役。為補充因退役大量舊巴士而造成的車輛流失，新福利在2011年引入100輛蘇州金龍KLQ6108GQ30
- 該款車是低地台巴士。引擎改配Cummins ISDB245，也是歐三規格
- 電牌使用路線編號有底色加目的地無底色的橙色電牌，不過字體與原本的略為不同（全數在2021年更換為黃色通達電牌）
- 受舊大橋限重規定，2017年11月起，企位數由原來的40人減少一個至39人。總重由15噸降至14.935噸

巴士詳細：
- 引擎：Cummins ISDB245，
- 波箱：Voith DIWA 851.3E（K126-K210）／ZF Ecomat 4 6HP504-C（K239-K253）
- 載客量：30座位+41企位
- 車輛長度：10.66米

行駛路線及備註：
- 這批車是繼ROSA小巴後一大主力，投入服務初期，常出沒在大部份大巴路線，如25、26A、32、33、34、AP1。26A及32更因該款車首次使用大巴行走
- K126-K145以及K146-K175分別在2016年9月及2017年改為包車及銀河員工車用途
- 其餘車輛於2023年上旬全數退出營運

#### 蘇州金龍KLQ6108GQ28（K211-K238）
簡介：

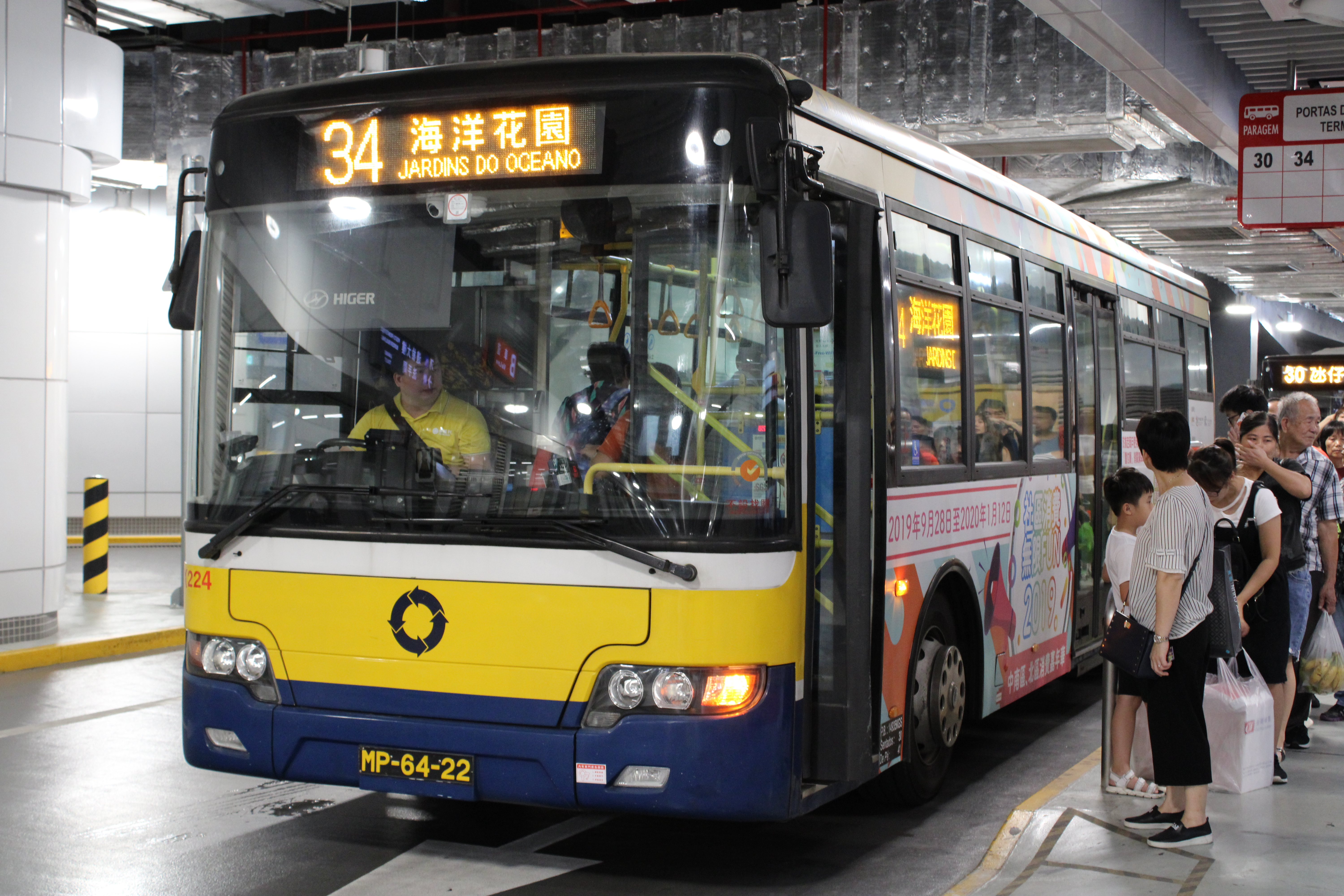
蘇州金龍KLQ6108GQ28

- 因應「新巴士營運模式」實行，有大量巴士因不符合排放及車齡問題條件而退役。為補充因退役大量舊巴士而造成的車輛流失，新福利在2011年除了引入100輛蘇州金龍KLQ6108GQ30，同時引入28輛輪椅版本蘇州金龍KLQ6108GQ28，為新福利首批設有輪椅設施的巴士。與上款巴士合計128輛，為新福利史上最大的訂單
- 該款車是低地台巴士，同時設有斜板及行李架。引擎改配Cummins ISDB245，也是歐三規格
- 電牌使用原本的舊款橙色電牌（全數在2021年更換為黃色通達電牌）
- 受舊大橋限重規定，2017年11月起，企位數由原來的40人減少一個至39人。總重由15噸降至14.935噸

巴士詳細：
- 引擎：Cummins ISDB245，
- 波箱：Voith DIWA 851.3E（K211-K236）／ZF Ecomat 4 6HP504-C（K237-K238）
- 載客量：28座位+41企位
- 車輛長度：10.66米

行駛路線及備註：
- 這批車繼ROSA小巴後一大主力，投入服務初期，常出沒在大部份大巴路線，如25、26A、32、33、34、AP1。26A及32更因該款車首次使用大巴行走。
- 這批車於2023年上旬全數退出營運；轉用非營運的K231則在2024年2月起退役

#### 蘇州金龍KLQ6108GQ28E4（K254-K308）
簡介：

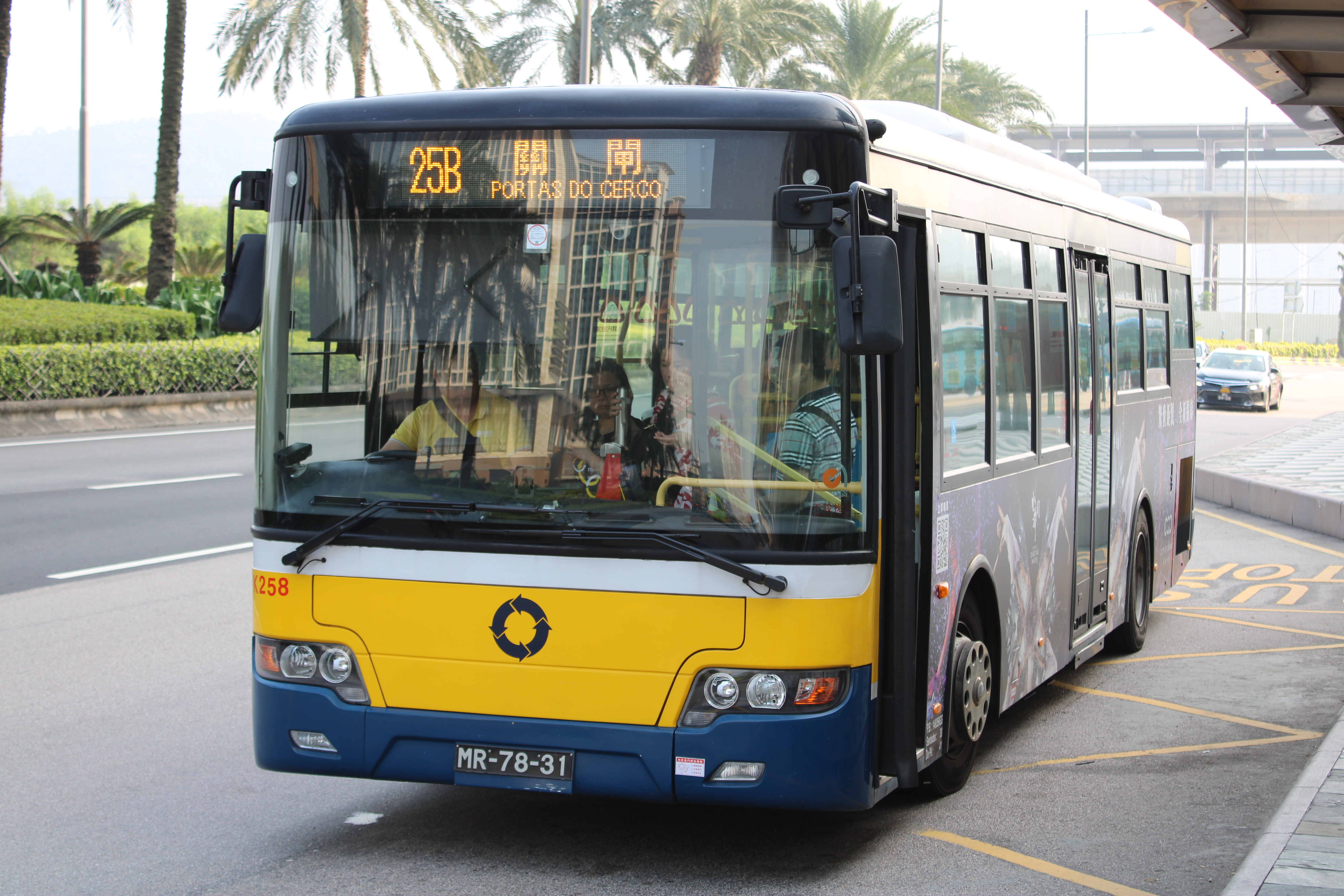
首批10.6米KLQ6108GQ28E4巴士

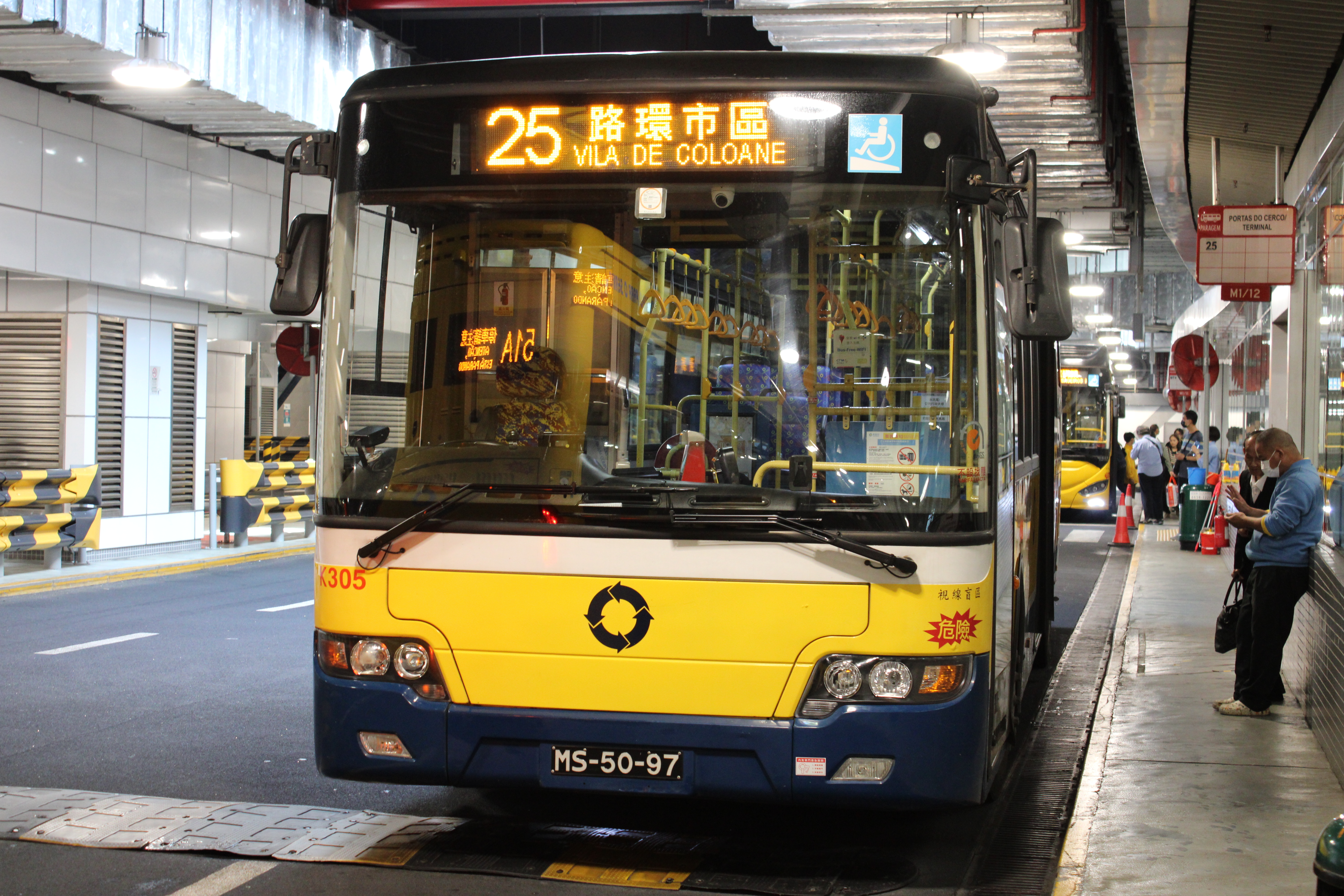
次批10.6米KLQ6108GQ28E4巴士

- 2013年，新福利分兩批次引進共55輛蘇州金龍KLQ6108GQ28E4，以擴充巴士車隊，首批數量為30輛，而次批數量為25輛
- 此批車為歐四版本，須添加尿素以符合廢氣標準
- 全數車輛使用路線編號有底色加目的地無底色的橙色電牌（全數在2021年更換為黃色通達電牌）。其他配置與第一批引入的車輛相同
- 受舊大橋限重規定，2017年11月起，企位數由原來的40人減少一個至39人。總重由15噸降至14.935噸

巴士詳細：
- 引擎：Cummins ISDe245-41，波箱：Voith DIWA 854.5E
- 載客量：28座位+41企位
- 車輛長度：10.66米

行駛路線及備註：
- 這批車退役前，主要行駛25、25B、25BS、26A、33、51、102X路線
- 這批車於2023年7月起陸續退出營運，並於2023年12月15日全數退出營運

#### 蘇州金龍KLQ6129GQ（K309-K315）
簡介：

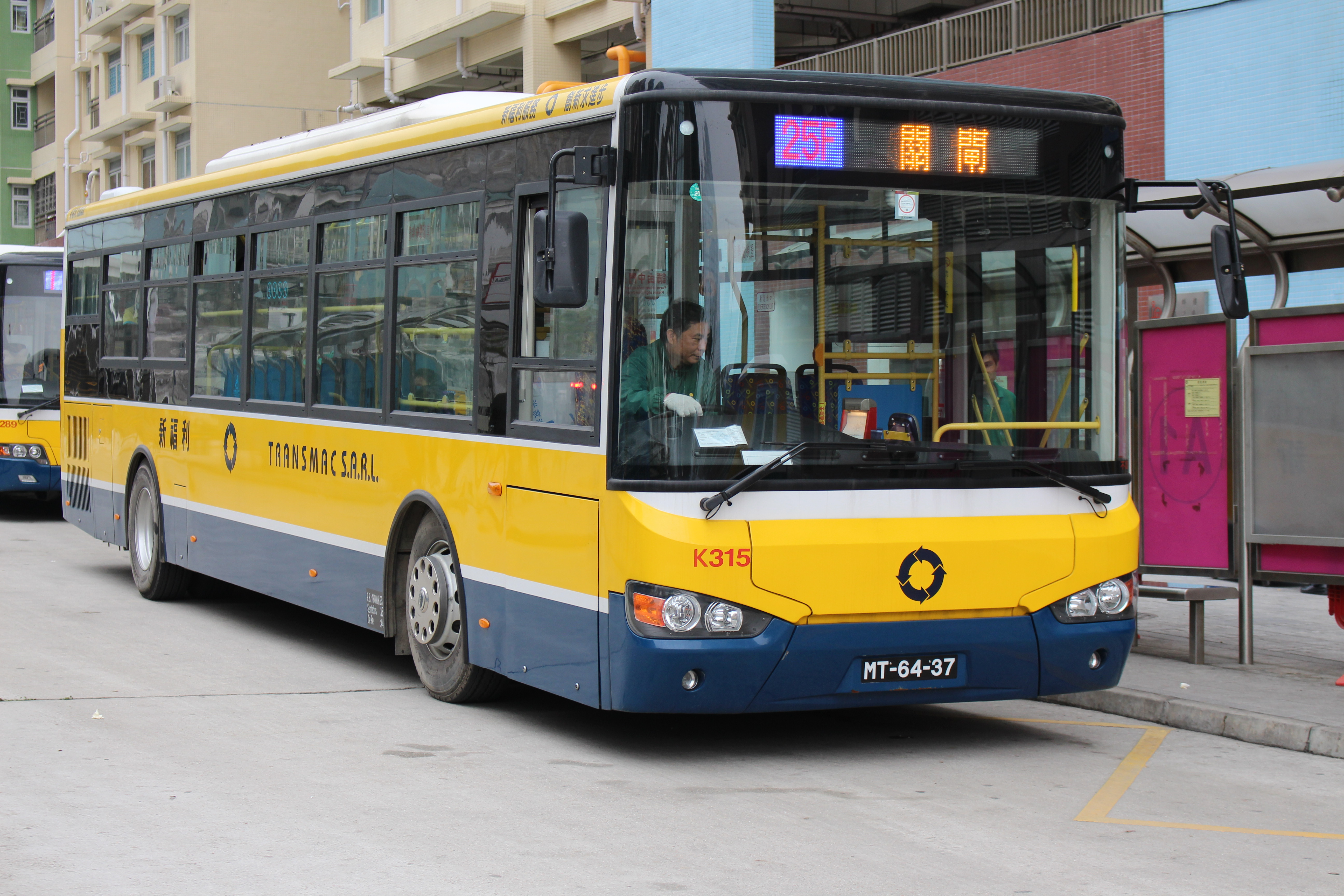
KLQ6129GQE4巴士
（最初使用藍底紅字路線編號加橙色目的地電牌）

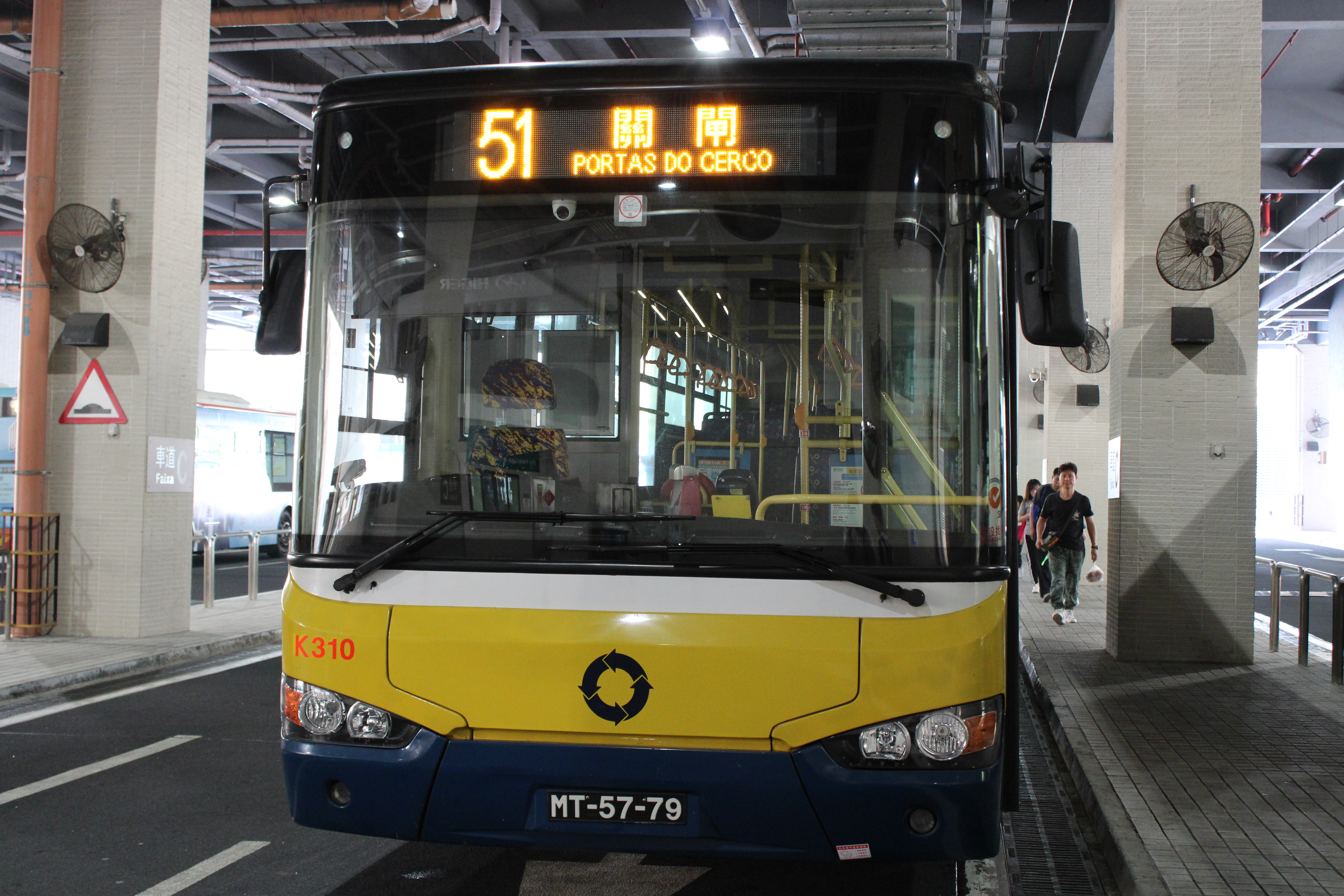
KLQ6129GQE4巴士

- 2014年1月，新福利引進為數7輛KLQ6129GQE4（原打算購買13輛），以擴充巴士車隊。引擎使用Cummins ISDe270，波箱使用 Voith。

巴士詳細：
- 引擎：Cummins ISDe270-41，波箱：Voith DIWA 854.5E
- 載客量：34座位+44企位
- 車輛長度：12米

行駛路線及備註：
- K309在2022年5月改為澳大環校穿梭巴士之用車，因應宇通12米三門大巴轉投非營運路線，在2024年1月份起退出營運，後短暫在2月份農曆新年期間營運在銀河至關閘穿梭巴士路線，隨後再改以包車服務為主
- 此批車於2022年12月中旬起退出公共巴士行列

#### 蘇州金龍KLQ6108GQ28E4（K316-K340）
簡介：

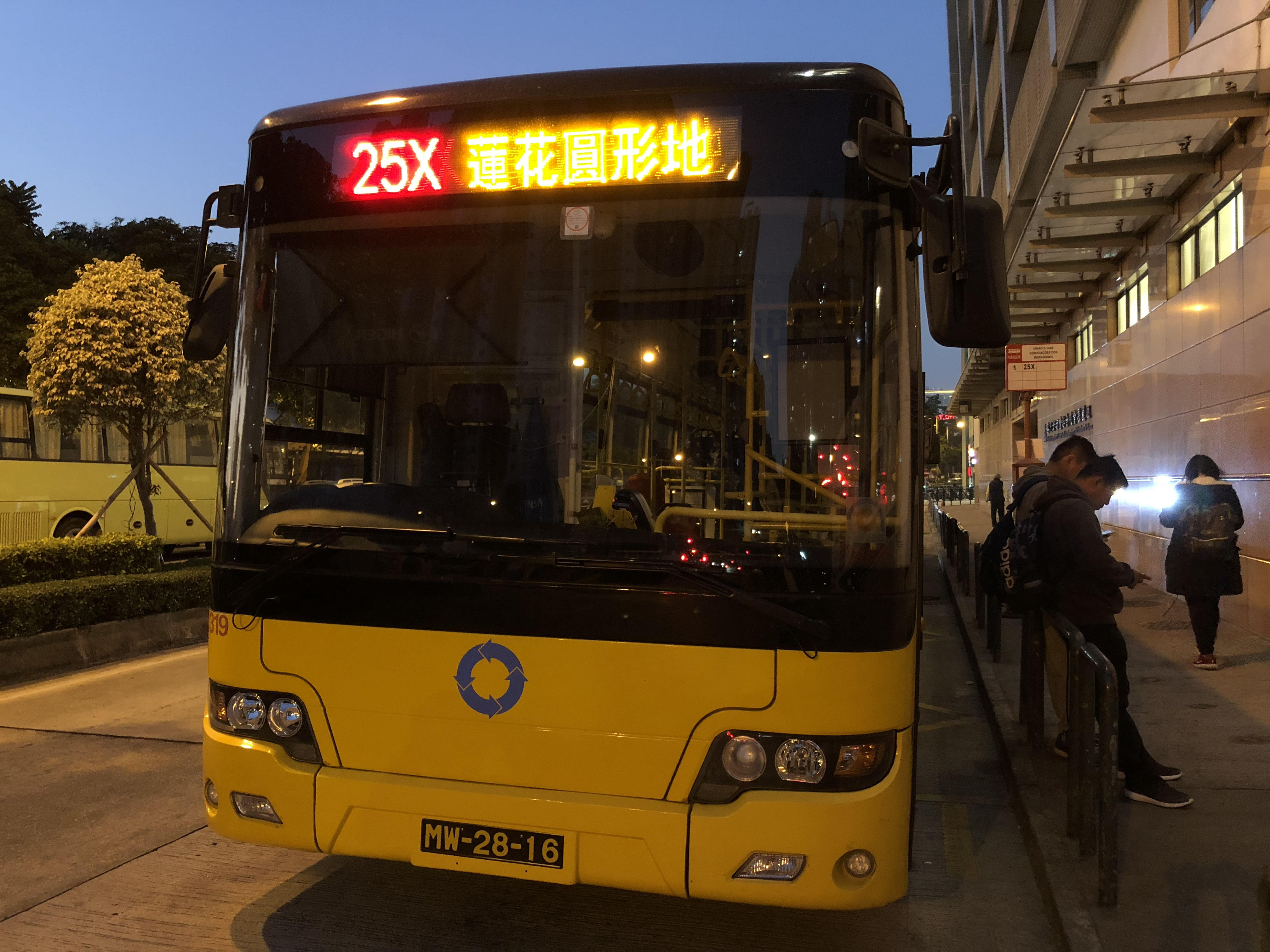
使用新色彩的10.66米KLQ6108GQ28E4巴士
（初期使用紅底路線編號加橙色目的地）

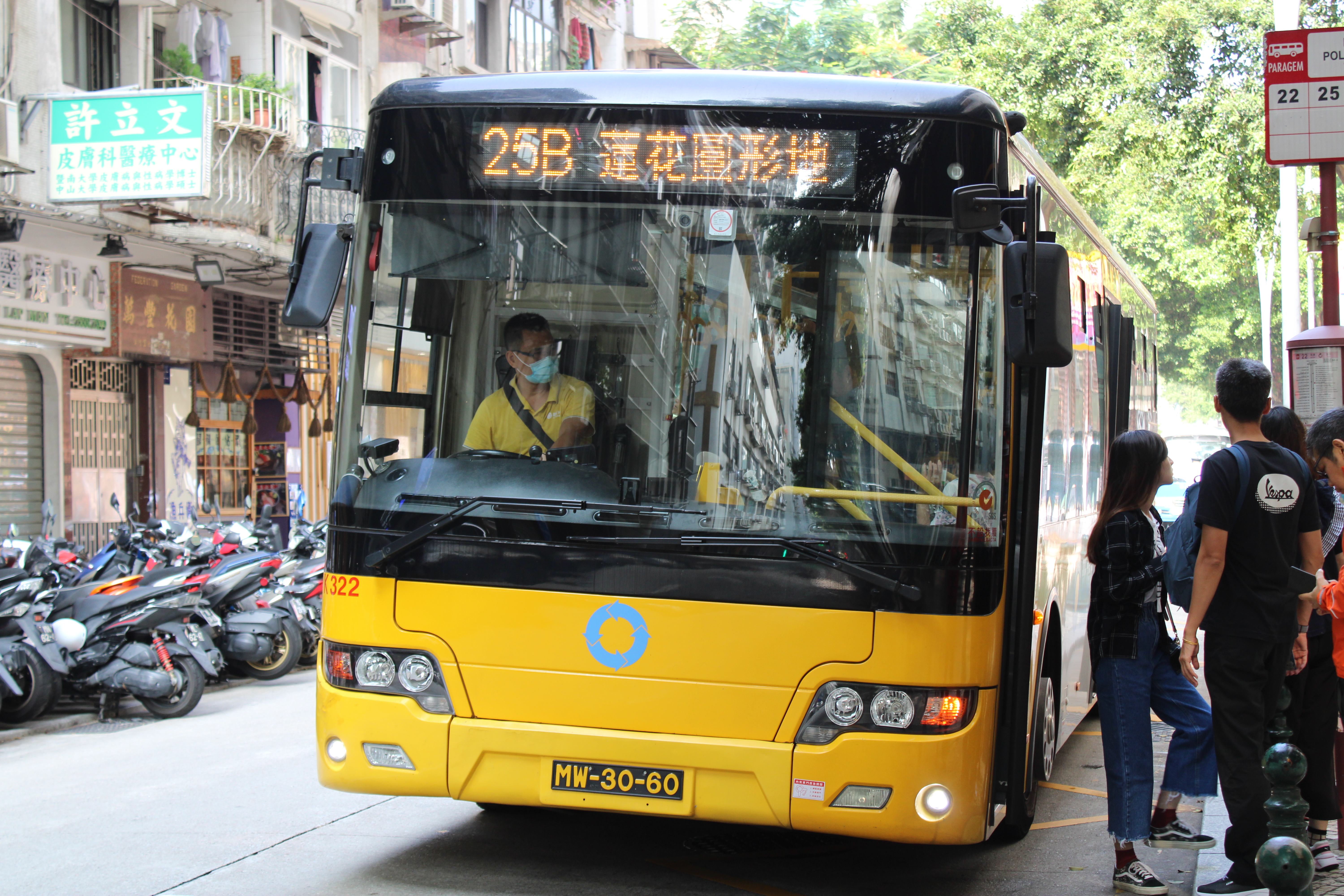
使用新色彩的10.66米KLQ6108GQ28E4巴士

- 2016年4月，新福利再引進25輛蘇州金龍KLQ6108GQ28E4，以取代改為包車、銀河員工車用途的2008年蘇州金龍KLQ6101GE3（K86-K100）及丹尼士飛鏢SLF 10米（D20-D27、D30）
- 為新福利首批使用新塗裝的巴士。投入服務之初，部份巴士車身配合「黃色小鴨．澳門遊」活動，貼上了黃色小鴨圖案，被稱為「鴨K」或「鴨仔巴士」
- 車尾首次使用設有提供轉向、轉彎及路線方向等訊息的通達電牌。亦是港澳首批車內提供手機充電的巴士
- 引擎及波箱配置與第二及第三批引入的車輛大致相同
- 受舊大橋限重規定，2017年11月起，企位數由原來的40人減少一個至39人。總重由15噸降至14.935噸
- K320、K327、K330、K334在2024年4月退出營運車隊
- K316、K321、K324-K326、K331在2024年7月退役

巴士詳細：
- 引擎：Cummins ISDe245-41，波箱：Voith DIWA 854.5E
- 載客量：28座位+41企位
- 車輛長度：10.66米

行駛路線及備註：
- 退出營運前主要行駛25、25B、25BS、32、102X路線

#### 蘇州金龍KLQ6108GQE5（K341-K355）
簡介：

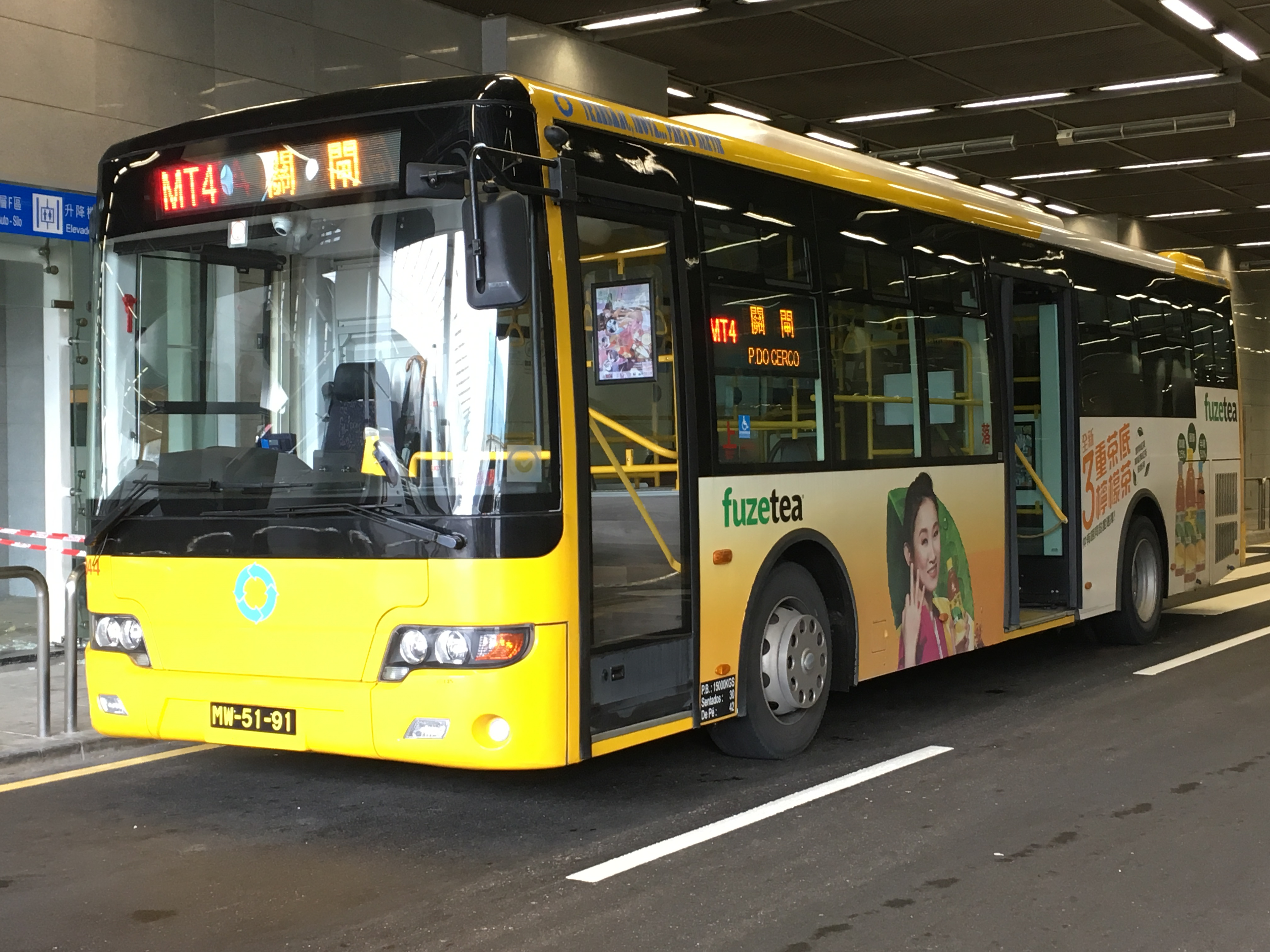
使用新色彩的10.66米KLQ6108GQE5巴士
（初期使用紅底路線編號加橙色目的地）

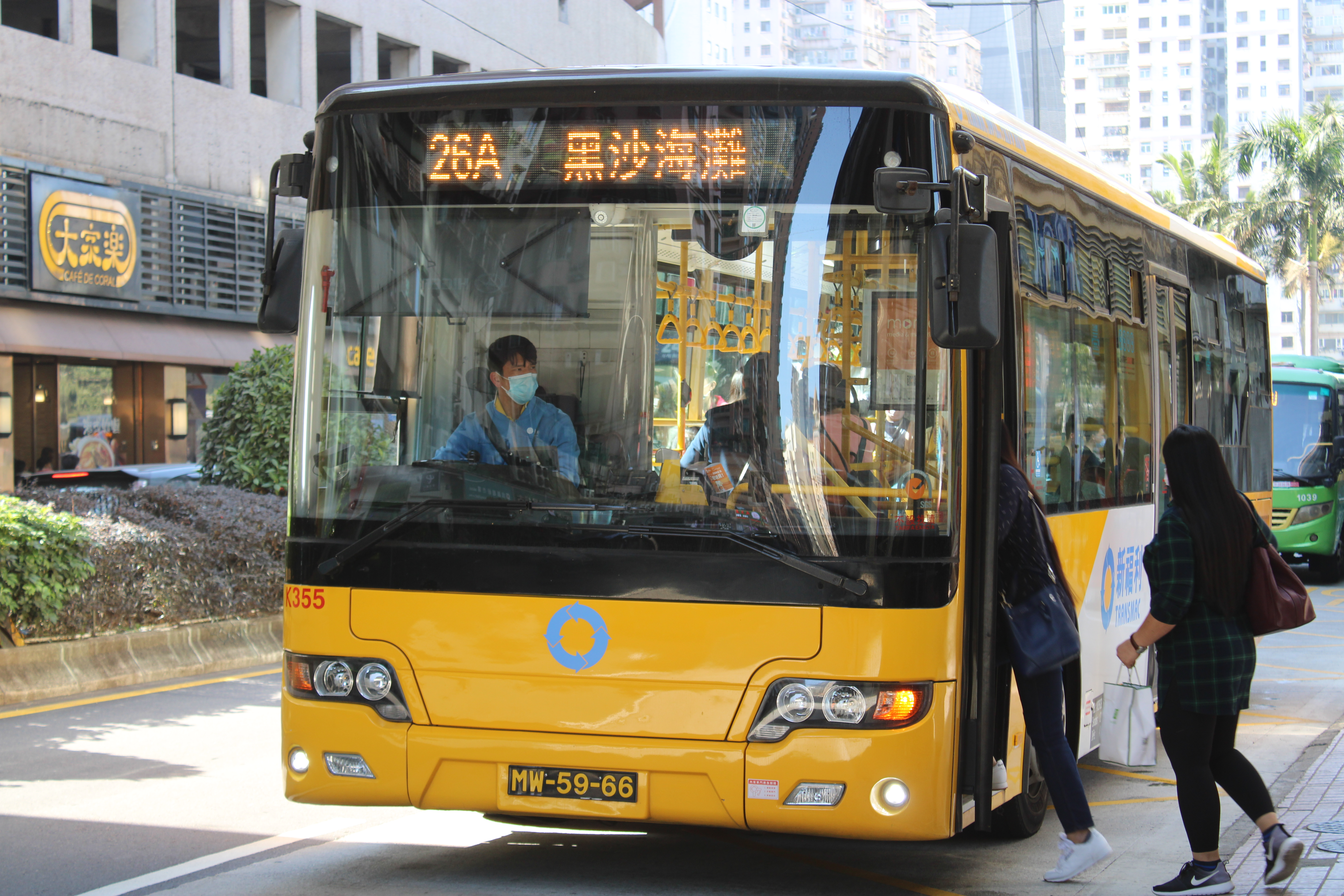
10.8米KLQ6108GQE5巴士

- 2016年10月，新福利引進15輛蘇州金龍KLQ6108GQE5，以取代改為包車、銀河員工車用途的2011年蘇州金龍KLQ6108GQ30（K126-K146）
- 這批次為歐五版本，車內改以2+1排列，外型與第四批引入的車輛完全相同。
- 為符合舊大橋限重規定，在2017年11月起，企位由50人減少1人至49人。總重由15噸降至14.935噸

巴士詳細：
- 引擎：Cummins ISD245-51，波箱：Voith DIWA 854.5E
- 載客量：23座位+50企位
- 車輛長度：10.66米

行駛路線及備註：
- 退出營運前主要行駛25、25B、26A、102X路線
- 全數於2023年12月下旬退出營運
- 為符合舊大橋限重規定，在2017年11月起，企位由50人減少1人至49人。總重由15噸降至14.935噸

#### 蘇州金龍KLQ6108GQE5（K356-K375）
簡介：

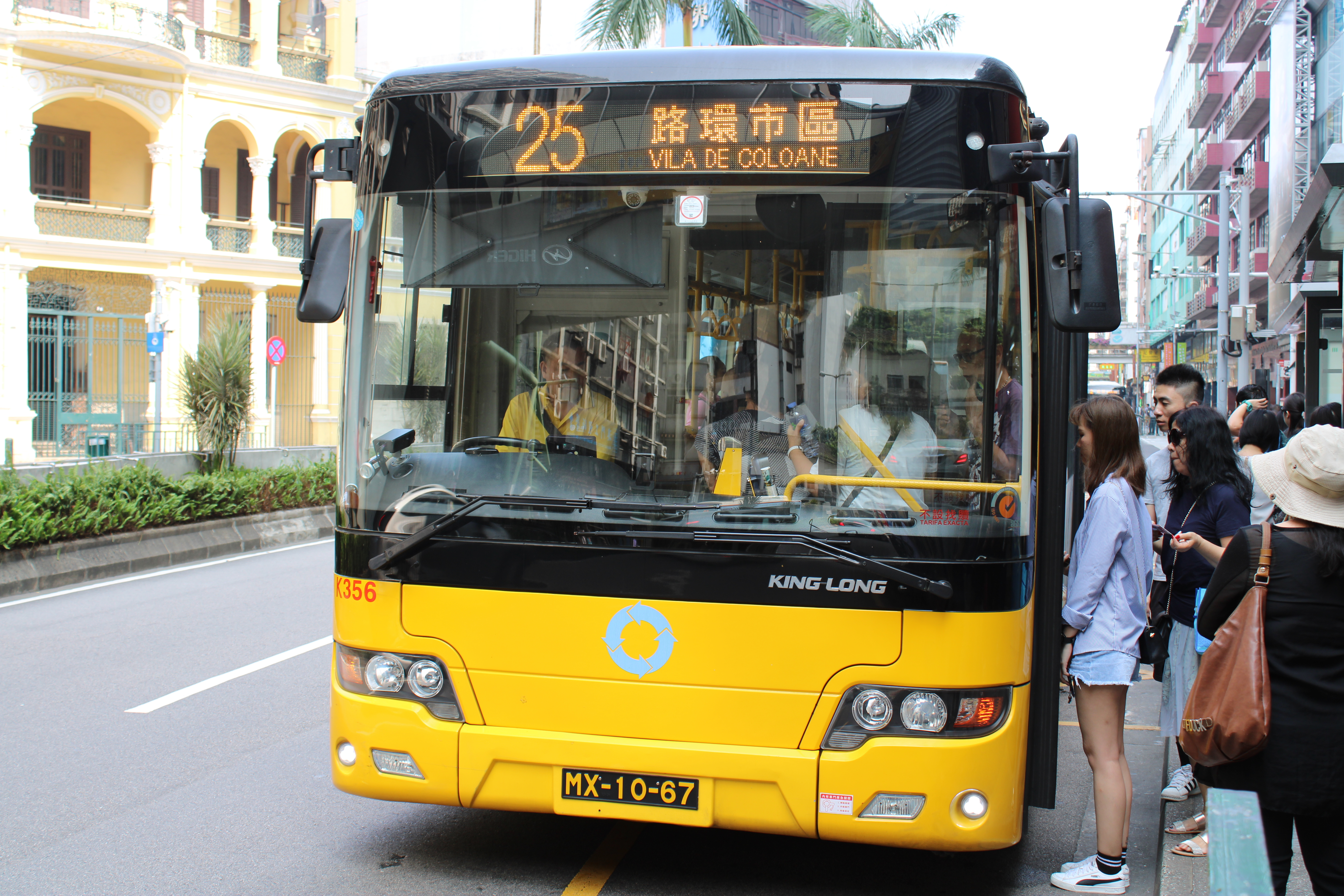
10.8米KLQ6108GQE5巴士

- 2017年8月，新福利再引進20輛蘇州金龍KLQ6108GQE5，以快速應付天鴿風災後對巴士的重大需求
- 這批次為歐五版本，車内改以2+2排列
- 外形仍沿用第四、第五批次的設計
- 電牌由前者的紅+黃電牌改為全黃色電牌，目的地顯示布局改為中葡雙語同時顯示（K358-K359、K361-K362、K364-K366、K372、K375在2020年-2021年間更換為黃色通達電牌）
- 為符合舊大橋限重規定，在2017年11月起，企位由36人減少1人至35人。總重由15噸降至14.935噸

巴士詳細：
- 引擎：Cummins ISD245-51，波箱：Voith DIWA 854.5E
- 載客量：30座位+36企位
- 車輛長度：10.86米

行駛路線及備註：
- 退出營運前主要行駛25、26A路線
- K356-K374於2023年12月下旬退出營運
- K375於2024年1月上旬亦退出營運

#### 蘇州金龍KLQ6960GQE5（K376-K400）
簡介：

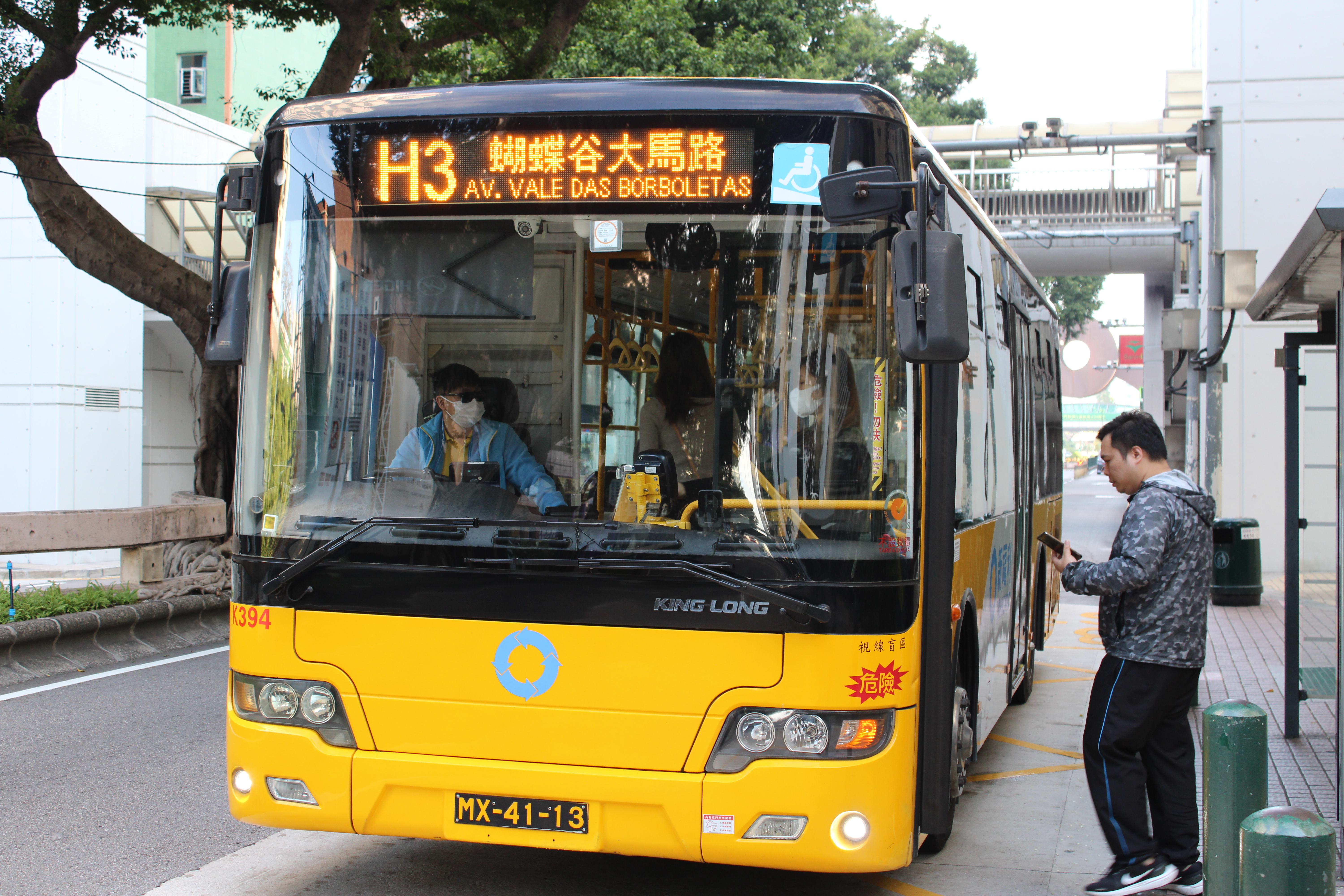
9.6米KLQ6960GQE5中巴

- 2017年8月，新福利在引進20輛蘇州金龍KLQ6108GQE5的同時，亦引進了15輛中巴，型號為蘇州金龍KLQ6960GQE5，以取代原用於26路線的小巴
- 這批中巴為歐五排放，並改用濰柴動力引擎。車内為2+2排列。與KLQ6108GQE5大致相同
- 在同年12月，新福利再增購10輛同型號車輛。除車廂内木紋地板改為灰色防滑地板之外，其餘均與上一批相同

巴士詳細：
- 引擎：濰柴 WP7.240E51，波箱：Voith DIWA 854.5E
- 載客量：23座位+38企位
- 車輛長度：9.63米

行駛路線及備註：
- 退出營運前主要行駛51、H3路線
- K378-K379、K383-K384、K393、K400在2020年-2021年更換為黃色通達電牌
- K399在2024年更換為黃色通達電牌
- K379、K393、K395-K396、K398在2023年12月退出營運巴士行列
- K376-K378、K380-K385於2024年1月上旬退出營運
- K386-K392、K394、K397、K399於2024年11月中旬退出營運

#### 蘇州金龍KLQ6108GQE5（K401-K415）
簡介：

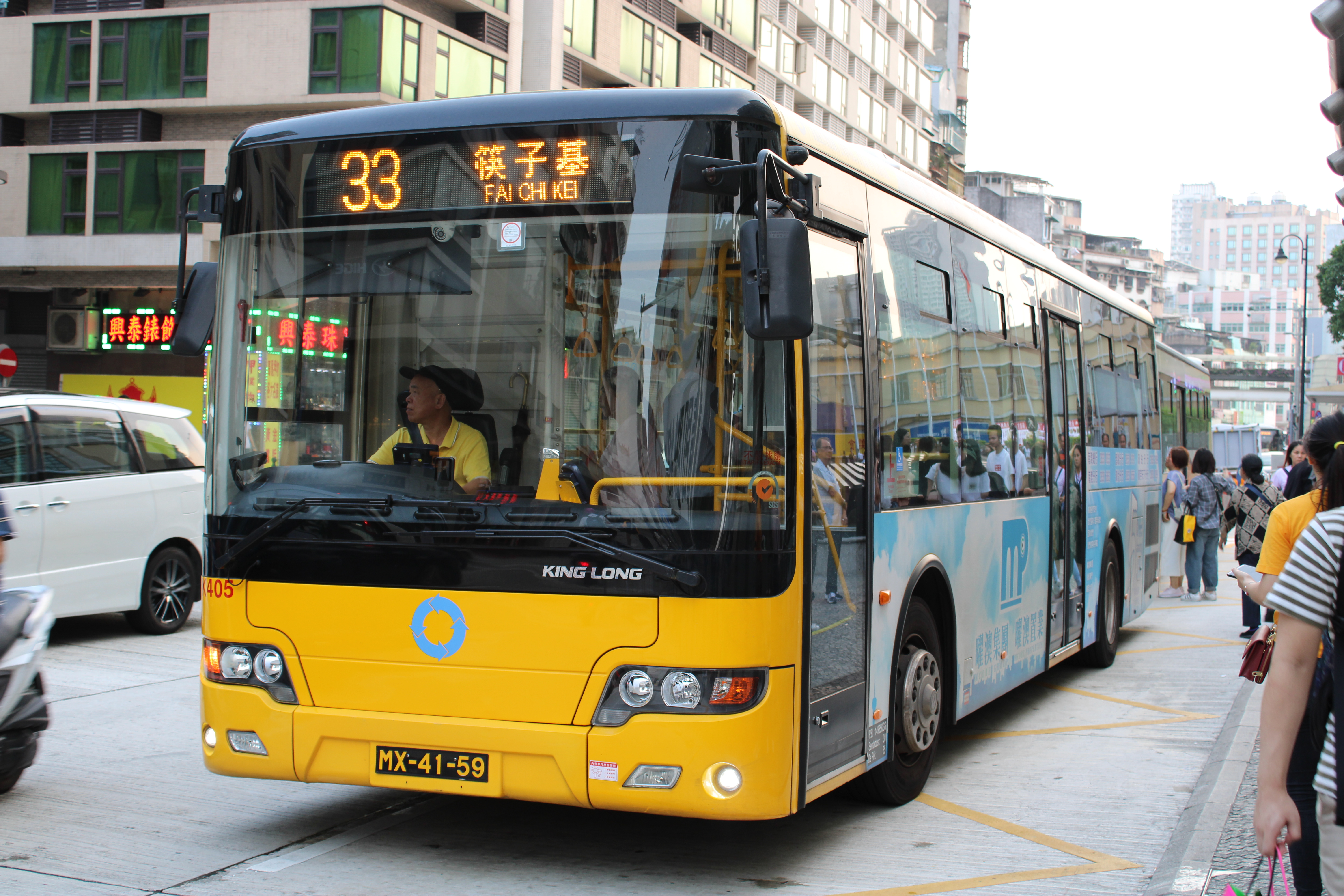
10.8米KLQ6108GQE5巴士

- 2017年12月，新福利再引進15輛蘇州金龍KLQ6108GQE5，以取代部份2011年蘇州金龍KLQ6108GQ30
- 此批次車廂地板由前者的木紋地板改為灰色防滑地板；引擎改用濰柴動力WP7，其餘基本與前者相同

巴士詳細：
- 引擎：濰柴 WP7.240E51，波箱：Voith DIWA 854.5E
- 載客量：29座位+35企位
- 車輛長度：10.86米

行駛路線及備註：
- 退出營運前主要行駛25、26A、33、102X路線
- K408、K409及K415在2021年更換為黃色通達電牌
- 全數於2024年1月上旬退出營運，並在2月起投入營運銀河發財巴路線。
- 為符合舊大橋限重規定，在投入營運時已將企位由36人減少1人至35人。總重由15噸降至14.935噸

#### 蘇州金龍KLQ6109GQ（K416-K425）
簡介：

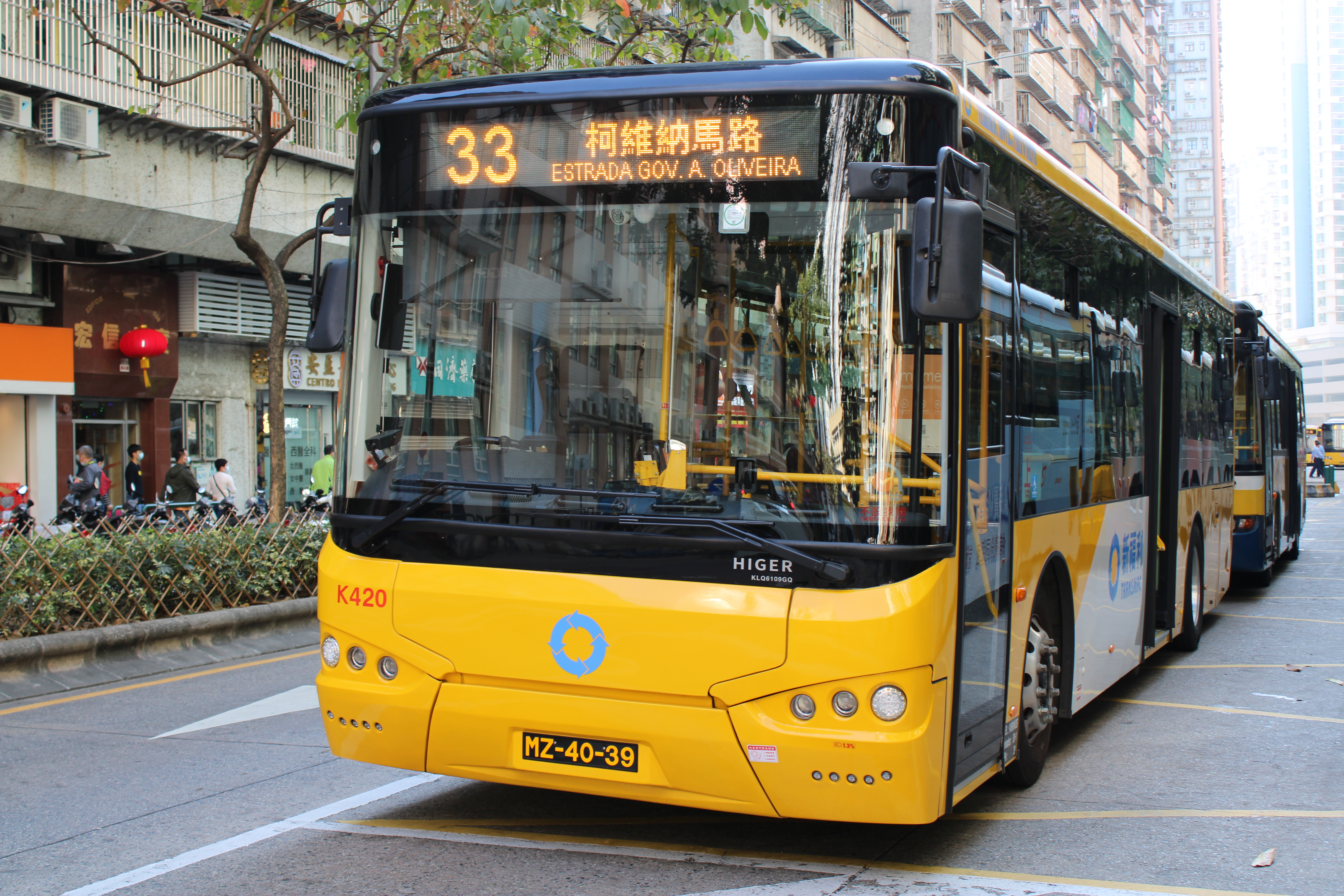
10.6米KLQ6109GQ巴士

- 2019年6月，新福利引進10輛蘇州金龍KLQ6109GQ，以擴充巴士車隊。但因應新巴士合同關係，政府停止批准新巴士入口，全數車輛於2020年11月才抵澳
- 這批次為歐五版本，車内以2+2排列
- 車身設計與2018年3月投入服務的蘇州金龍KLQ6109GQHEV5一致。電牌則使用全黃色通達電牌，車內配備動態報站顯示

巴士詳細：
- 引擎：Cummins ISD245-51，波箱：Voith DIWA 854.5E
- 載客量：29座位+40企位
- 車輛長度：10.88米

行駛路線及備註：
- 退出營運前主要行駛33路線

### 蘇州金龍KLQ6115GQ（H01-H40）
簡介：

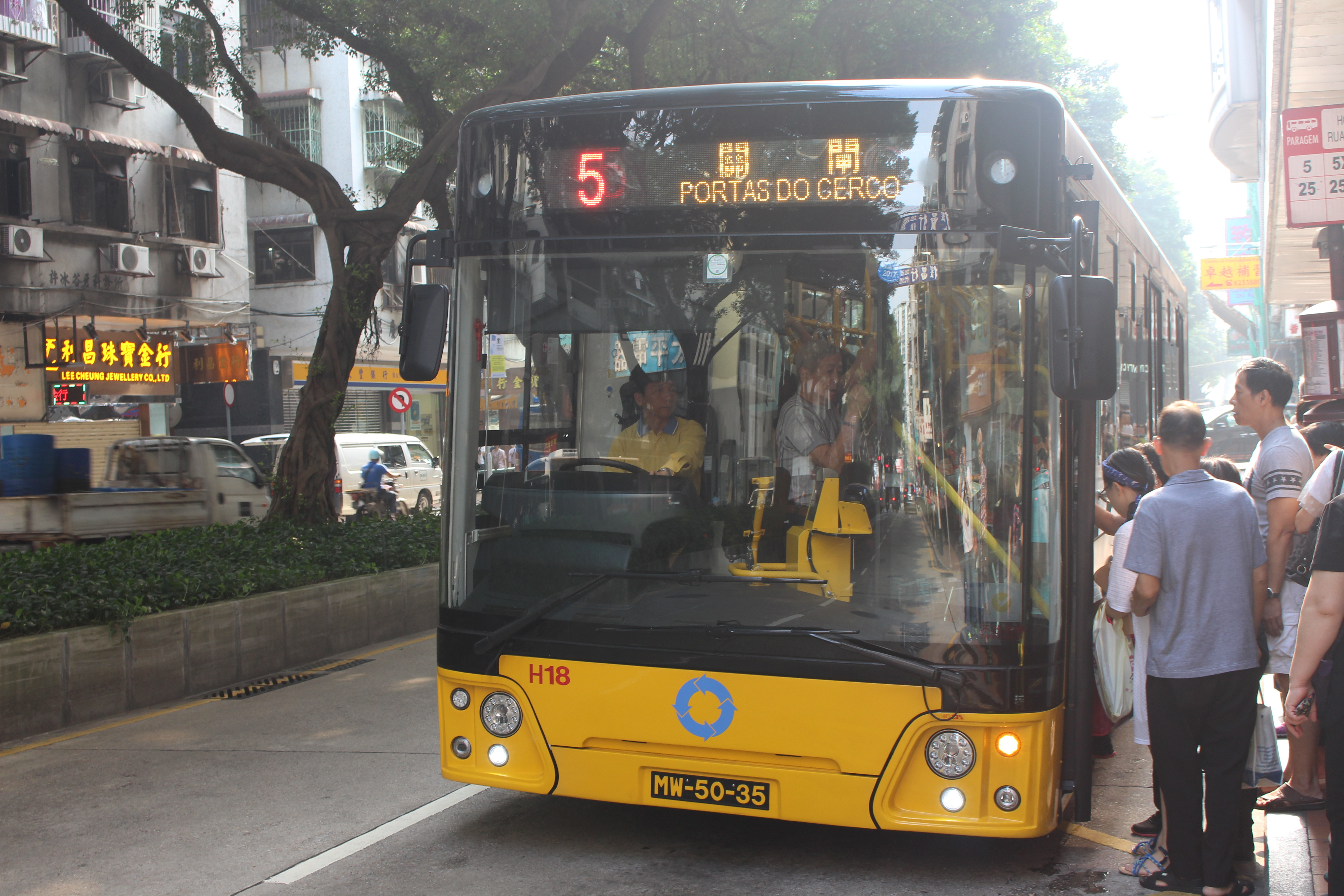
KLQ6115GQ三門大巴
（初期使用紅底路線編號加橙色目的地）

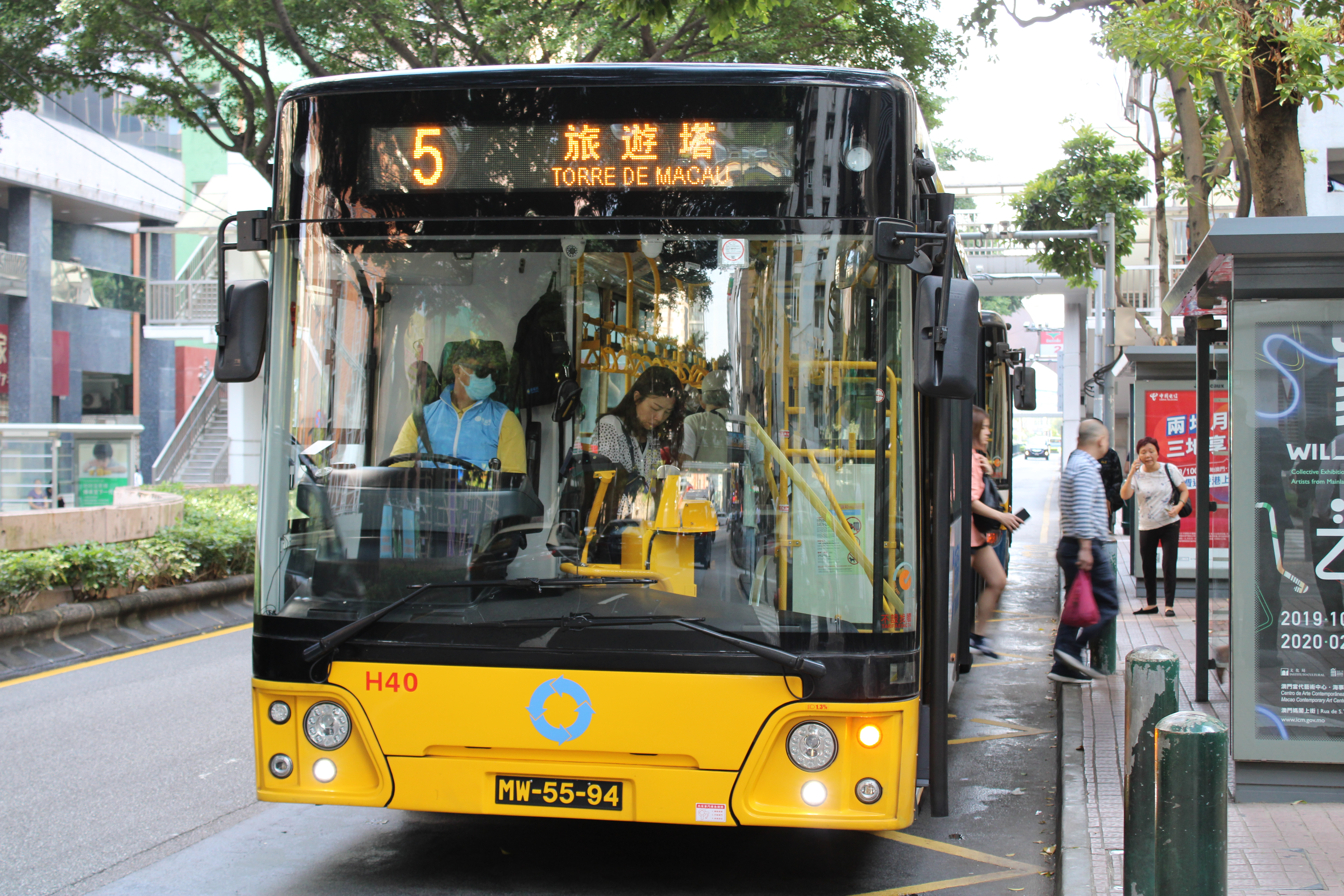
11.3米KLQ6115GQ三門大巴

- 2016年8月，新福利引進40輛蘇州金龍KLQ6115GQ。是新福利首批三門巴士，車隊編號為H。因而被稱為「H車」或「三門H車」
- 其中H40早前由生產商付運澳門途中發生交通意外，導致巴士損毀，需要送回車廠作維修。相關維修完成後立即再次付運到澳門
- 該款巴士主要機械部件使用進口貨，包括配置進口的英國康明斯歐五排放Cummins ISL8.9E5280B發動機、德國Voith自動變速箱、德國ZF轉向系統、美國WABCO制動系統、德國可調較儀錶台、英國Grammar氣墊司機座椅、德國Vogel品牌高靠背乘客座椅、法國進口Tarabus地革膠等等。可說是一台國內組裝的進口車
- 三門巴士設計是澳門首創，設計因中、後門均可落車，吸引乘客移向巴士尾部，更有效地使用車廂空間，兩門同時上車或落車方式，可減少乘客上落車時間，縮短巴士客運周轉時間，提升巴士服務水平
- 加闊中門後通道，一般巴士中門後座位以2+2排列，走道大概只有650mm寬，僅足夠一人站立或通過。新設計座位以2+1排列，更收窄尾輪鼓位置，使走道擴闊至855mm，讓乘客更方便通過及舒適站立
- 特高車身，全車總高達3.265米，車廂中門前淨高2.55米，中門後走道高2.062米，配合車頭大擋風玻璃，視野廣闊；進口高靠背座椅，採用全新進口德國品牌Vogel高靠背座椅，除面料屬阻燃材料外，坐椅支架牢固度符合歐盟標準，在受到強大撞擊力時椅背不容易向前摺疊，大大保障乘客安全
- 氣囊懸掛系統是進口Dunlop氣囊懸掛，除行車時自動調節車廂穩定性，再加配美國進口Wabco品牌ECAS（Electrical Control Air Suspension）系統，於停靠上落客時，氣囊放氣令左車身下降約50mm，方便乘客上落和提高安全度
- 英國進口康明斯歐盟五期標準發動機，尾氣排放中的氮氧化物NOx比歐四標準下降超過42%，有利於對路邊空氣質素提升
- 改良車長駕駛室，獨立駕駛艙空間，配以可因應車長不同身型而調較的儀錶台和氣墊座椅，減低車長疲勞，特大擋風玻璃大大加強車長視野，減少駕駛時盲點，令行車更安全，儀錶台增設獨立出風口，令車長有更舒適工作環境

巴士詳細：
- 引擎：Cummins ISL8.9E5-280B，波箱：Voith DIWA 854.5E
- 載客量：23座位+57企位
- 車輛長度：11.3米

行駛路線及備註：
- 退出營運前主要行駛9A、32、51路線
- H07、H21-H25、H28、H31-H32、H35-H36、H40在2023年12月退役
- H01-H03、H06、H09、H12、H14-H15、H18-H19、H26-H27、H29-H30、H34、H37-H39在2024年7月退役
- 其中一輛被移送至香港作保留

### 增程款式

#### 蘇州金龍KLQ6109GQHEV5 （HE01-HE02）
簡介：

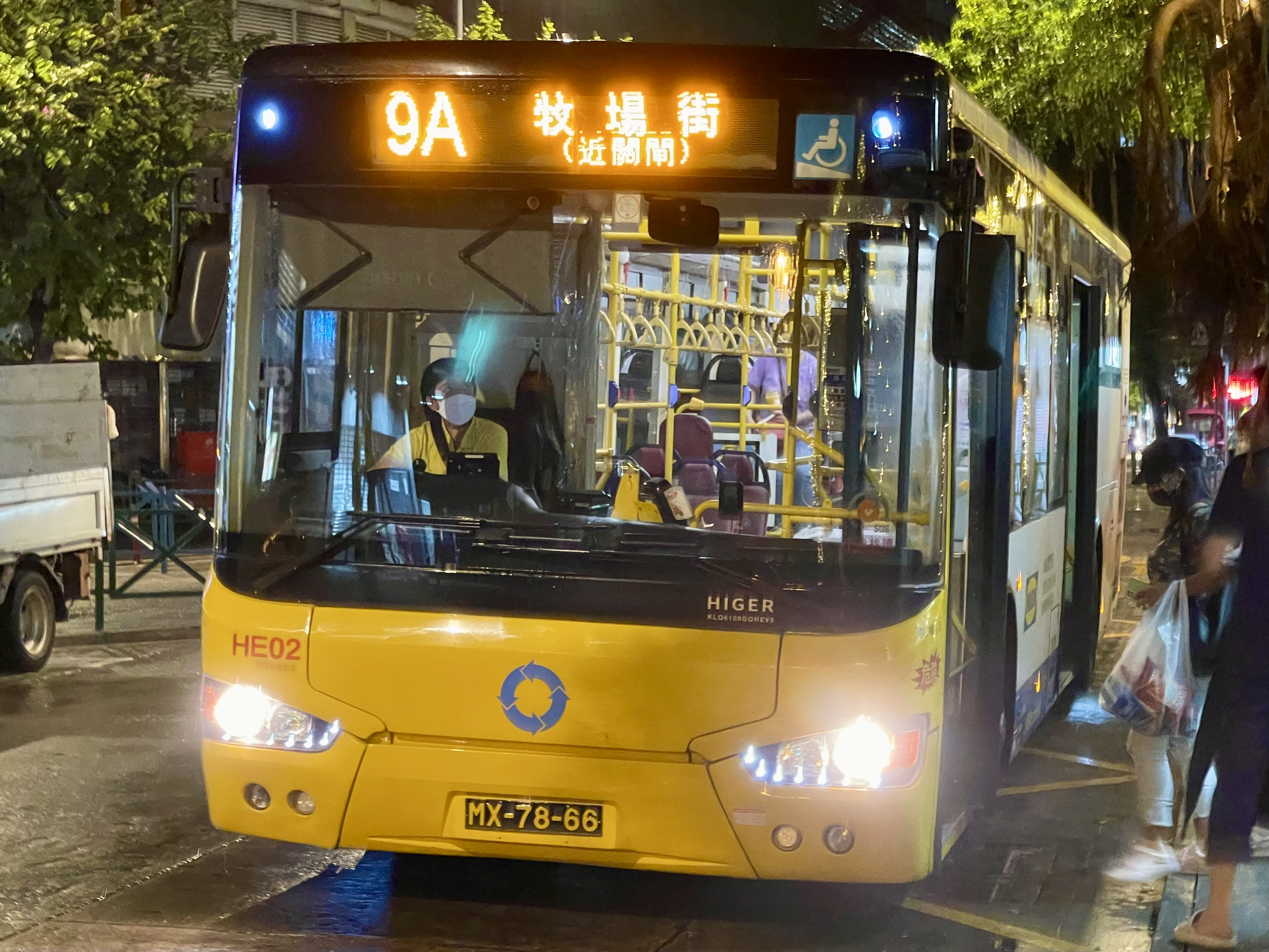
新福利首批增程式電動KLQ6109GQHEV5巴士

- 2018年3月，新福利引進2輛蘇州金龍KLQ6109GQHEV5（HE01-HE02）。是新福利首批增程式電動巴士。車隊編號為HE。
- 因車尾造型與動畫精靈寶可夢中的皮卡丘相似，而被稱為「增程車」或「HEHE車」
- 電池倉放置於車尾且佔用約一排座位空間，導致載客量較同類型大巴少

巴士詳細：
- 發電引擎：Cummins ISD210-51，摩打：精進 TZ460XSE01
- 載客量：26座位+30企位
- 車輛長度：10.88米

行駛路線及備註：
- 現時主要行駛26路線

#### 蘇州金龍KLQ6109GQHEV5（HE03-HE10、AE01-AE22）
簡介：

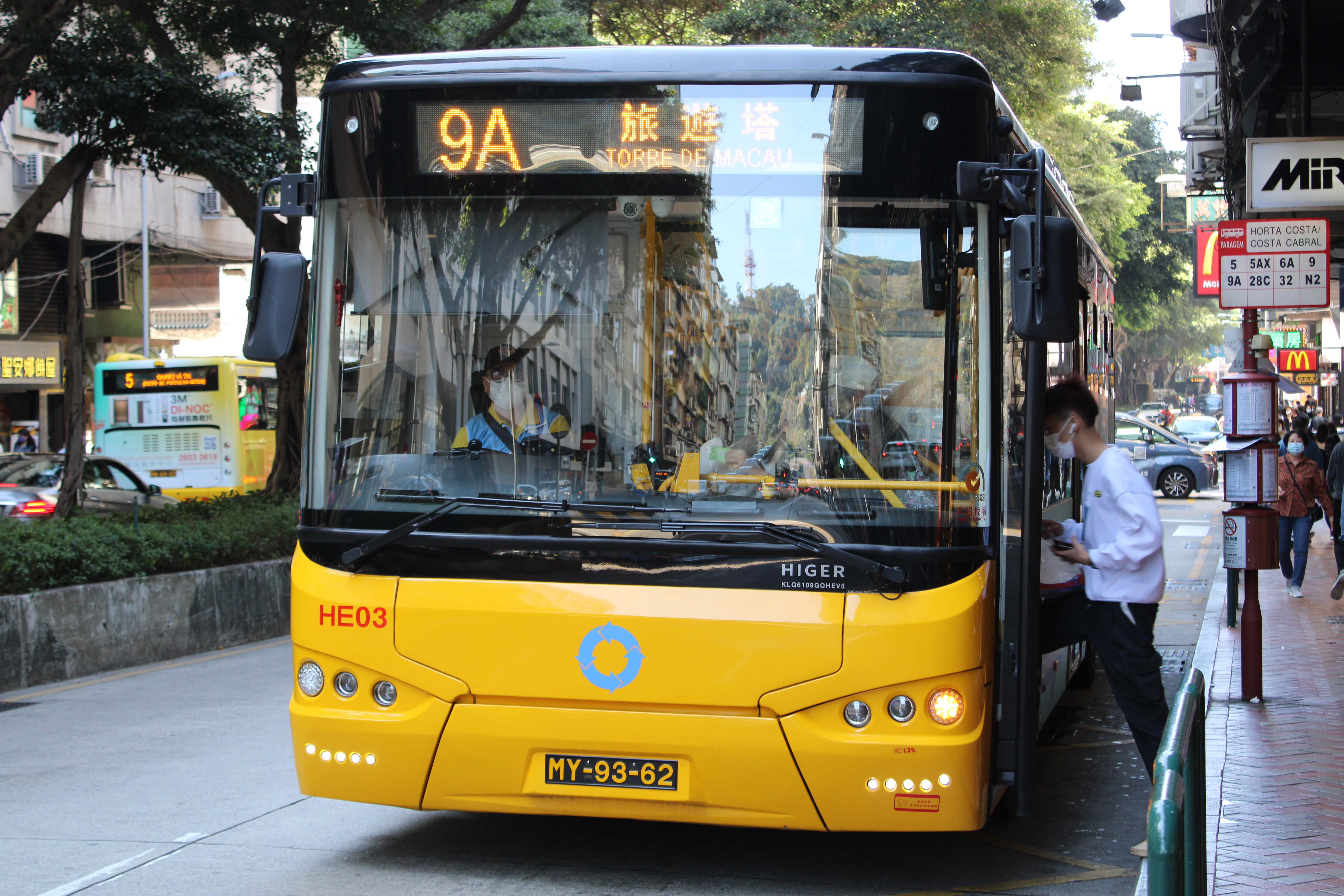
新福利次批增程式電動KLQ6109GQHEV5巴士（普通款式）

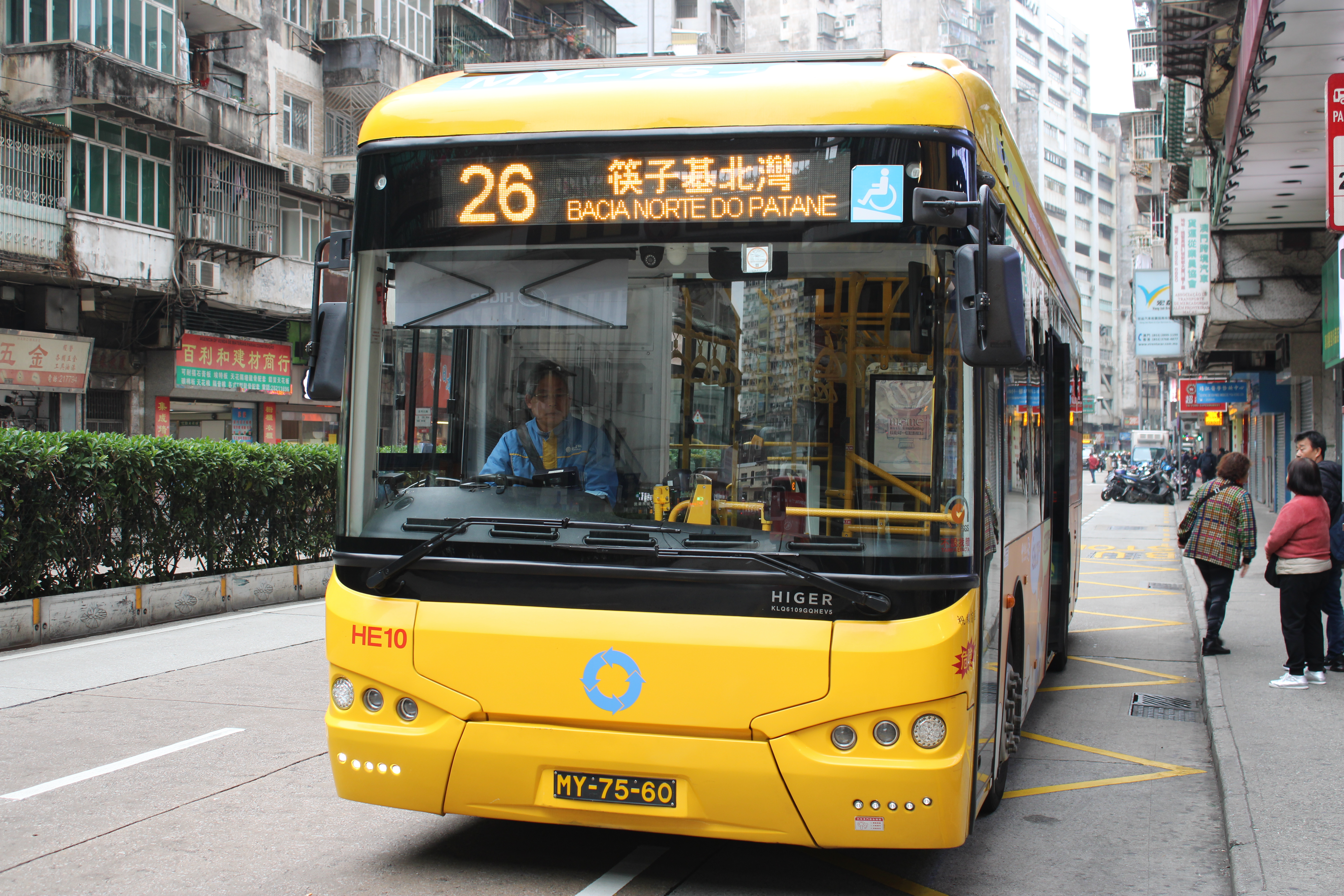
新福利次批增程式電動KLQ6109GQHEV5巴士（太陽能板款式）

- 2018年底加訂30部KLQ6109GQHEV5，採用全新車身設計。在2019年因應巴士合同原因，暫不批准巴士公司引進新車。在2020年2月份，此批巴士抵澳後，新福利改為旗下之AA旅遊公司進行營運，並以銀河娛樂場股份有限公司名義註冊登記，車輛編號為AH201-AH230。其中兩部（AH229-AH230）配備太陽能供空調系統電源裝置
- 2020年12月底，其中8輛（包含2架配備太陽能板）從AA旅遊公司改為新福利所有，並於車內加裝動態報站顯示，編號由AH221-AH226、AH229-AH230改為HE03-HE10。另外22輛（AH201-AH220、AH227-AH228）改編號為HE11-HE32
- 2022年9月，22輛非營運車輛（HE11-HE32）更改編號為AE01-AE22
- 原本放置於車尾的電池倉被放置在車身上方

巴士詳細：
- 發電引擎：Cummins ISD210-51，摩打：精進 TZ460XSE01
- 載客量：30座位+40企位
- 車輛長度：10.88米

行駛路線及備註：
- 現時主要行駛26路線

#### 蘇州金龍KLQ6116GHEV（HE33-HE56）
簡介：

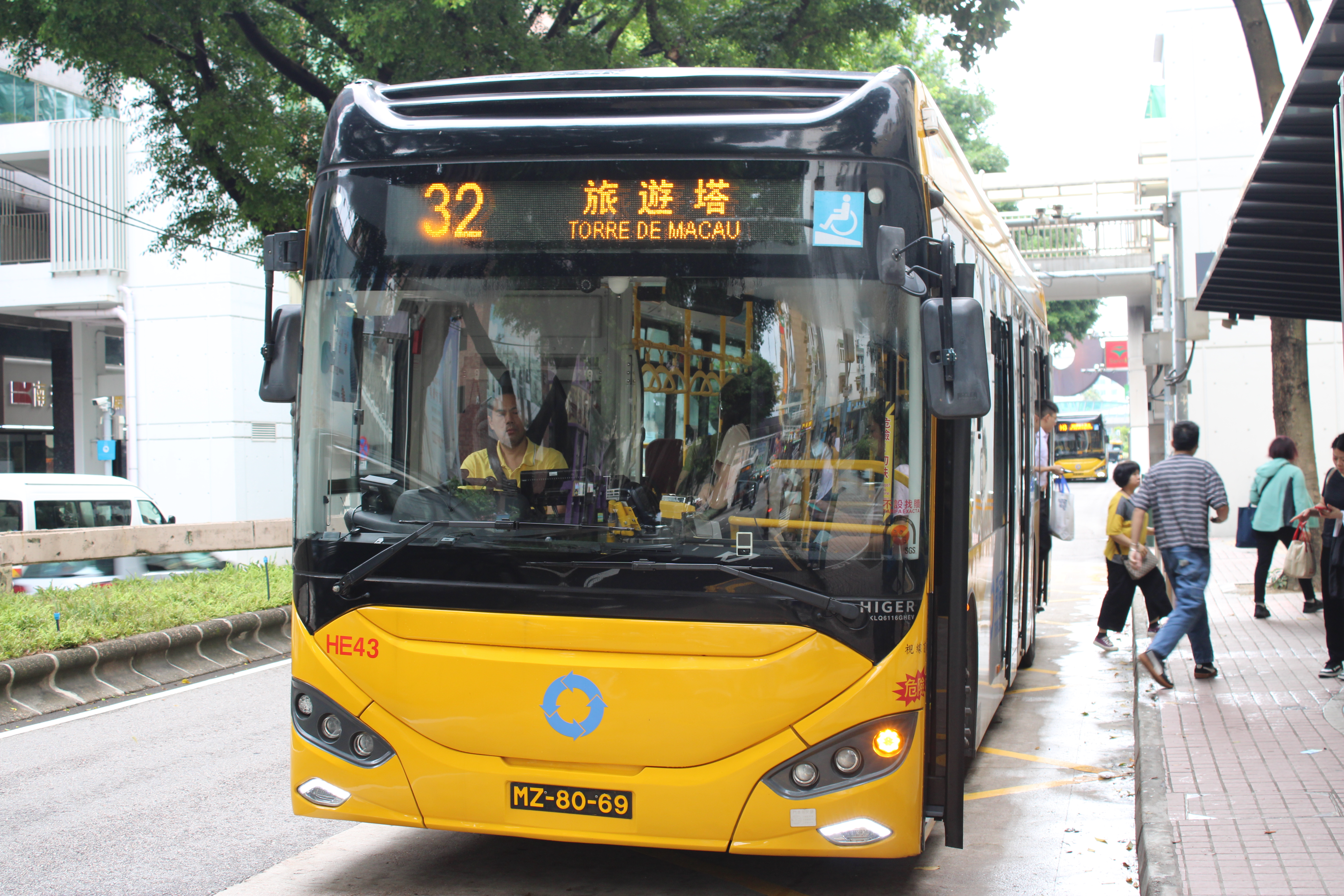
新福利三門增程式電動KLQ6116GHEV巴士

- 2021年1月，新福利引進24輛KLQ6116GHEV。是新福利首批三門增程式電動巴士
- 車身採用蘇州金龍「蔚藍」設計，中門及後門採用內嵌式車門
- 此批巴士首次採用全低地台設計，由前門至車尾所有車門均為一級踏步
- 車內為2+2排列，不同於以往H車的2+1排列
- 尾牌因遷就機件系統而縮短，側牌則首次採用LCD全彩顯示屏（其後更換為黃色LED電牌）
- 2023年1月中旬，HE49發生疑起火冒煙事故，新福利經調查表示，疑「熱失控」導致。事發後，同批次車輛全部停駛並為安全設施全面檢查。[1]2023年3月起陸續恢復營運
- 2024年3月28日，HE38發生起火冒煙事故，同批次車輛再次停駛。2024年8月起陸續恢復營運
- 因此車型在營運期間多次發生冒煙事故，而被巴士迷稱為「爆炸車」

巴士詳細：
- 發電引擎：Cummins D6.7EVID230，摩打：精進 TZ460XSF06（220kwh）、精進 TZ460XSH01（245kwh）
- 載客量：23座位+57企位
- 車輛長度：11.36米

行駛路線及備註：
- 現時主要行駛9A、32、72路線

#### 蘇州金龍KLQ6116GHEV3（HE80）
簡介：

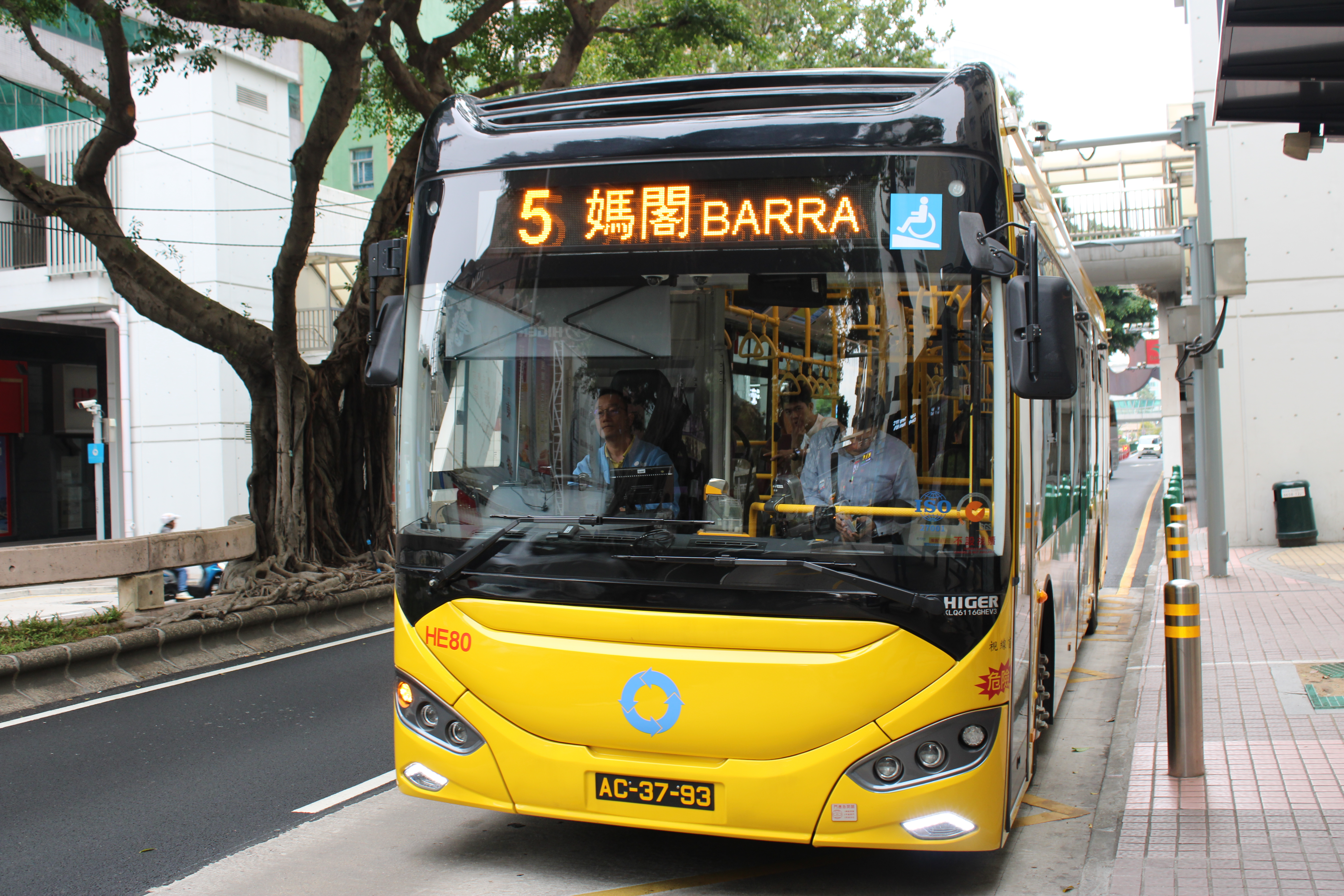
新福利三門增程式電動KLQ6116GHEV3巴士

- 2024年11月，新福利引進1輛KLQ6116GHEV3三門增程式電動巴士，此車早於2023年10月完成製造。
- 車身採用蘇州金龍「蔚藍」設計，中門及後門採用內嵌式車門
- 此批巴士均採用全低地台設計，由前門至車尾所有車門均為一級踏步
- 規格與新福利版本的蘇州金龍KLQ6116GHEV1大致一樣

巴士詳細：
- 發電引擎：TBC，摩打：精進 TZ460XSF06
- 載客量：25座位+56企位
- 車輛長度：11.36米

行駛路線及備註：
- 現時主要行駛5路線

#### 蘇州金龍KLQ6116GHEV2（HE81-HE140）
簡介：

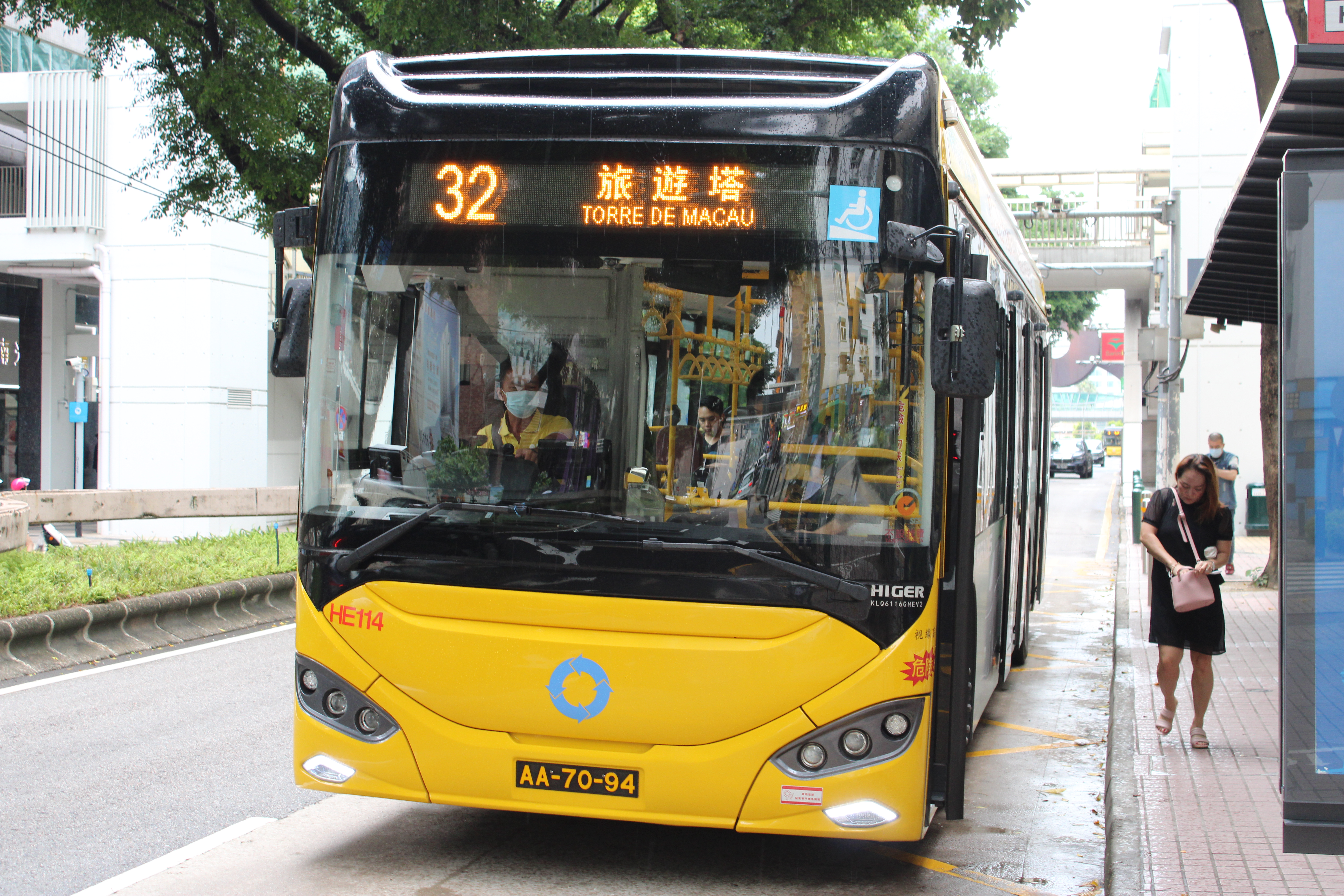
新福利三門增程式電動KLQ6116GHEV2巴士

- 2022年，新福利引進60輛KLQ6116GHEV1以及60輛KLQ6116GHEV2三門增程式電動巴士
- 車身採用蘇州金龍「蔚藍」設計，中門及後門採用內嵌式車門
- HE81、HE82在未投入服務前，原車隊編號為HE77、HE78
- 此批巴士均採用全低地台設計，由前門至車尾所有車門均為一級踏步
- 尾牌因遷就機件系統而縮短，規格與新福利版本的蘇州金龍KLQ6116GHEV大致一樣

巴士詳細：
- 發電引擎：Cummins D6.7EVID230，摩打：精進 TZ460XSF06
- 載客量：25座位+56企位
- 車輛長度：11.36米

行駛路線及備註：
- 現時主要行駛5、9A、32、34、51、51A、72、MT4

#### 蘇州金龍KLQ6116GHEV1（HE141-HE200）
簡介：

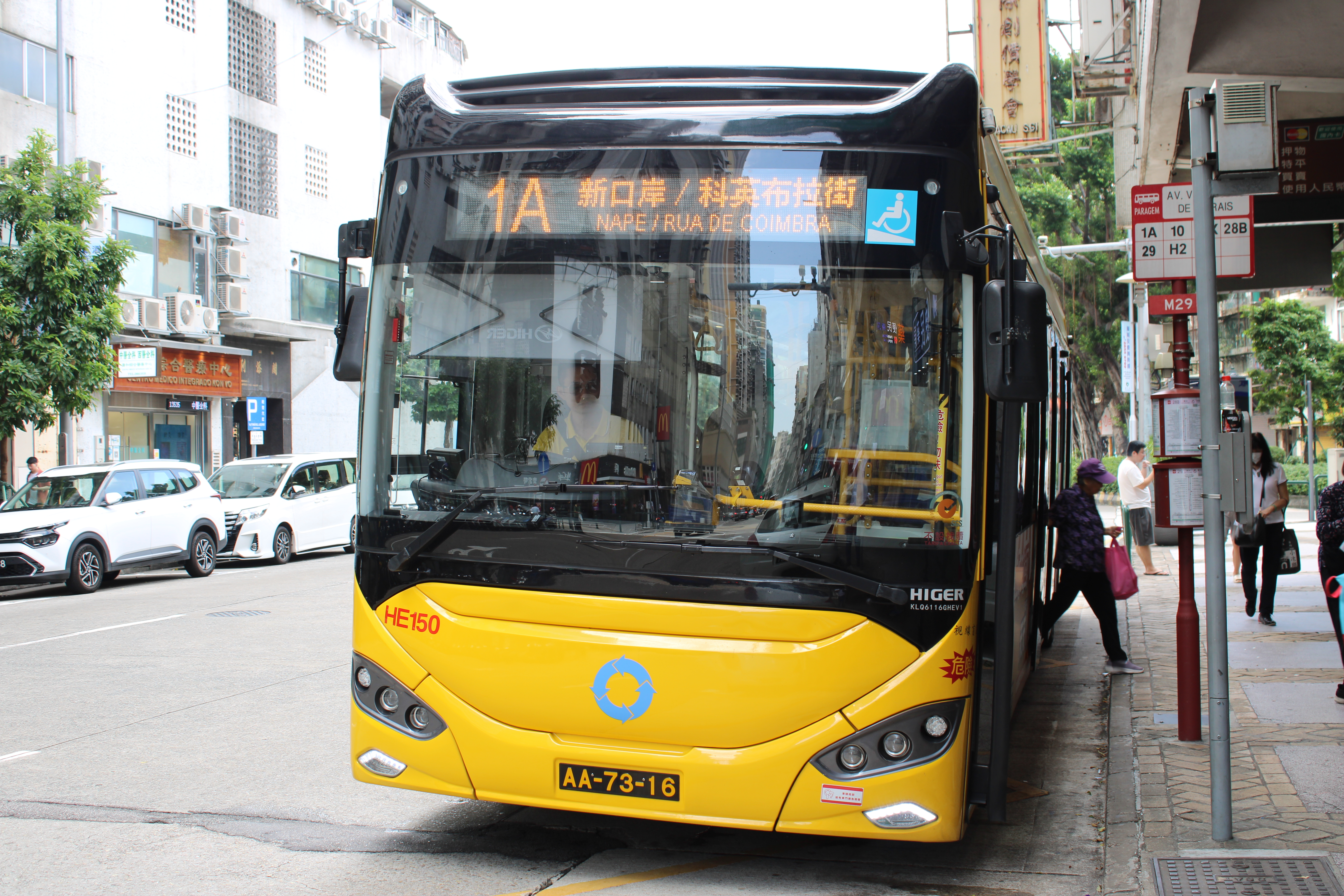
新福利三門增程式電動KLQ6116GHEV1巴士

- 2022年，新福利引進60輛KLQ6116GHEV1以及60輛KLQ6116GHEV2三門增程式電動巴士
- 車身採用蘇州金龍「蔚藍」設計，中門及後門採用內嵌式車門
- 此批巴士均採用全低地台設計，由前門至車尾所有車門均為一級踏步
- 規格與澳巴版本的蘇州金龍KLQ6116GHEV大致一樣，尾牌並未因機件而縮短

巴士詳細：
- 發電引擎：玉柴 YCS04180-68，摩打：精進 TZ460XSF06
- 載客量：26座位+56企位
- 車輛長度：11.36米

行駛路線及備註：
- 現時主要行駛1A、34、51、51X、AP1、AP1X、MT4路線

#### 蘇州金龍KLQ6956GHEV（HE57-HE76）
簡介：

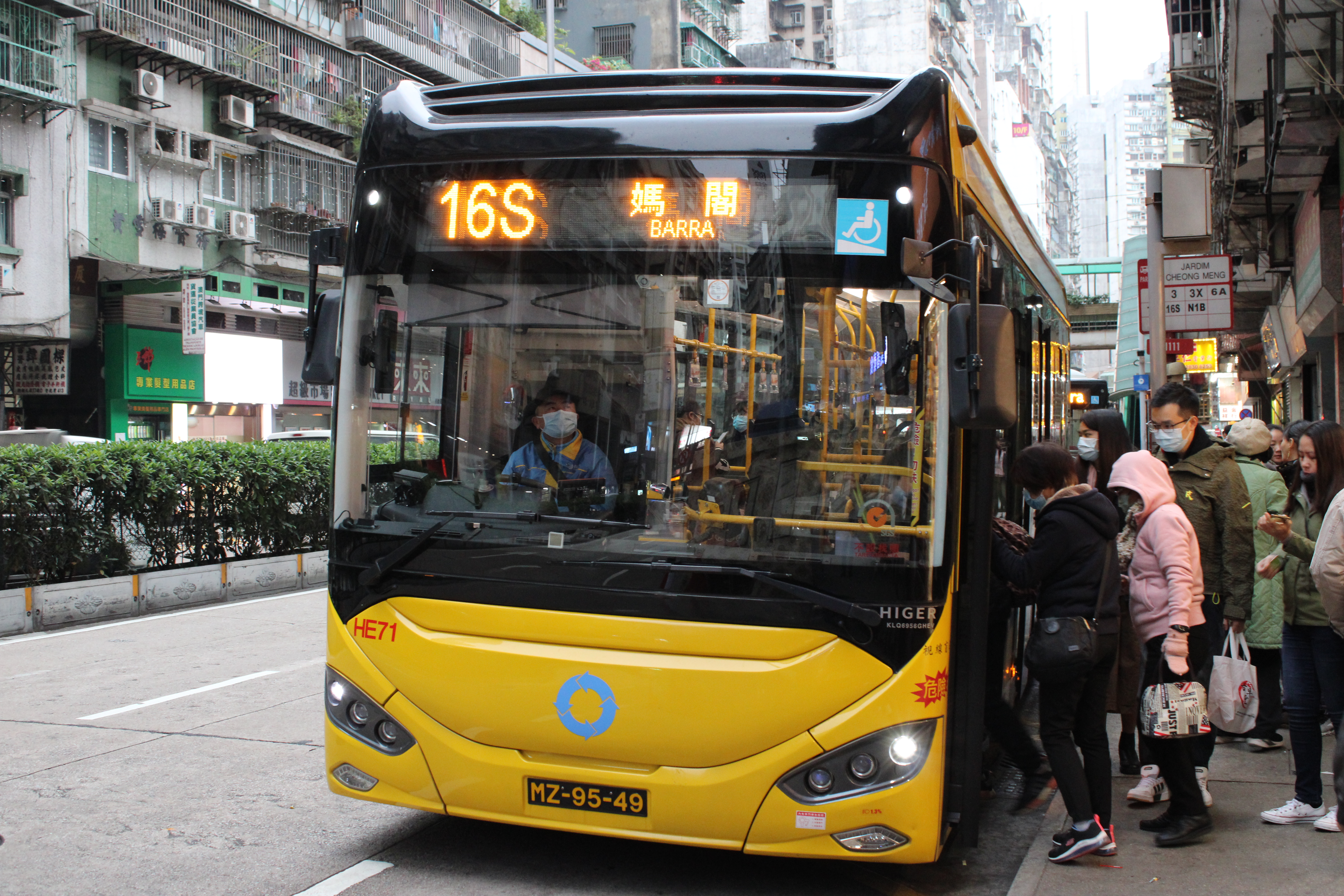
新福利增程式電動KLQ6956GHEV巴士

- 2021年7月，新福利引進20輛KLQ6956GHEV。是新福利以及澳門首批增程式電動中巴
- 車身繼續沿用「蔚藍」設計，中門採用內嵌式車門
- 車內為全低地台設計，由前門至車尾均為一級踏步，座位為2+2排列
- 採用中巴較常見的臥置引擎，尾牌並未因機件而縮短。

巴士詳細：
- 發電引擎：玉柴 YCS04180-68，摩打：精進 TZ400XSE01
- 載客量：21座位+39企位
- 車輛長度：9.55米

行駛路線及備註：
- 現時主要行駛17路線

#### 蘇州金龍KLQ6106GHEV（HE201-HE240）
簡介：

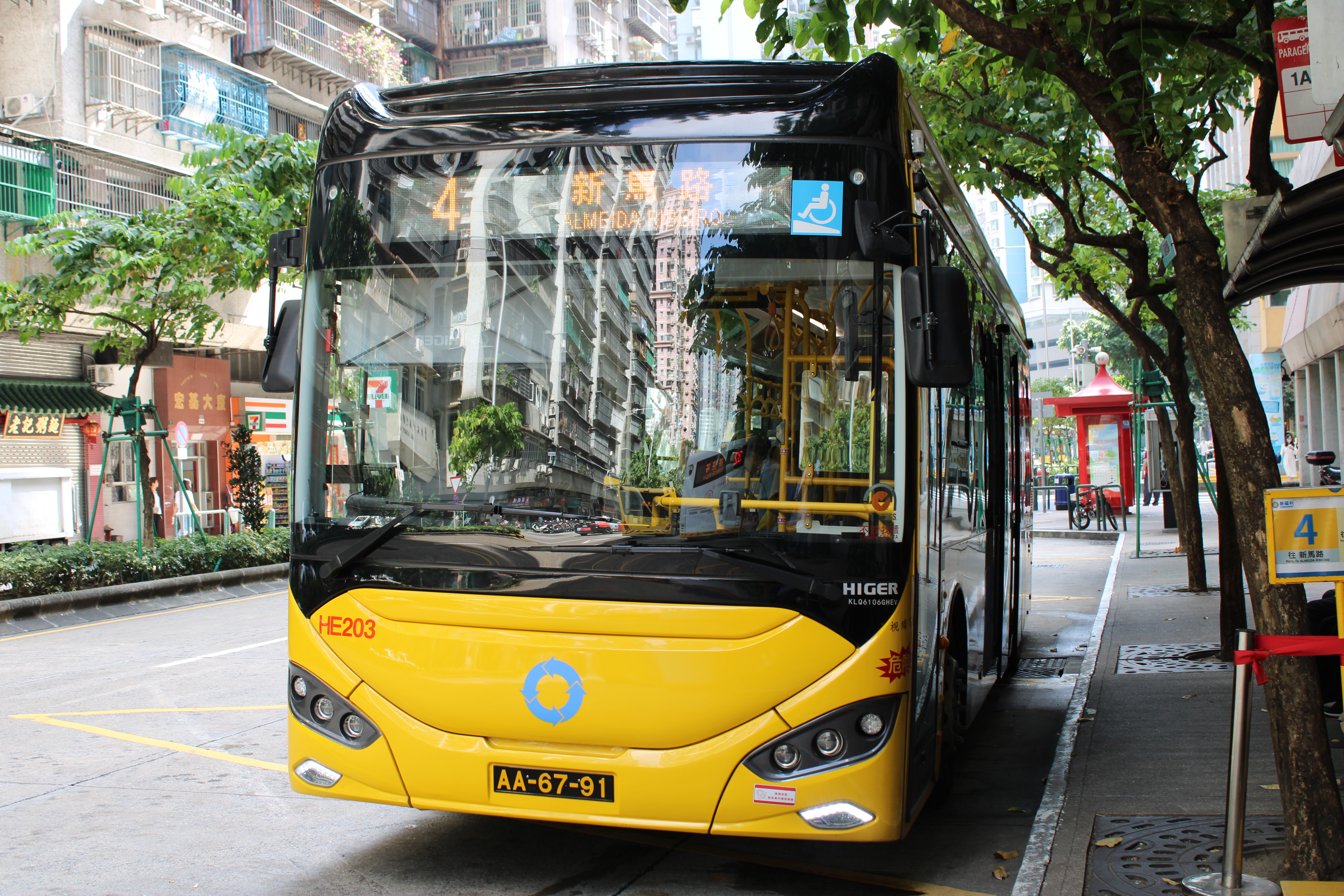
新福利增程式電動KLQ6106GHEV巴士

- 2022年，新福利引進40輛KLQ6106GHEV增程式電動中巴
- 車身繼續沿用「蔚藍」設計，中門採用內嵌式車門
- 車內為全低地台設計，由前門至車尾均為一級踏步
- 中門前座位為2+1排列，中門後座位為2+2排列
- 與KLQ6956GHEV幾乎一樣，但中門往後移

巴士詳細：
- 發電引擎：玉柴 YCS04180-68，摩打：精進 TZ400XSE01
- 載客量：21座位+39企位
- 車輛長度：10米

行駛路線及備註：
- 現時主要行駛4、15T、16S、17S、26、39、61、65、102X、701X路線
- 離峰時段行駛25、25B、26A、MT4路線

#### 蘇州金龍KLQ6106GHEV1（HE241-HE346）
簡介：

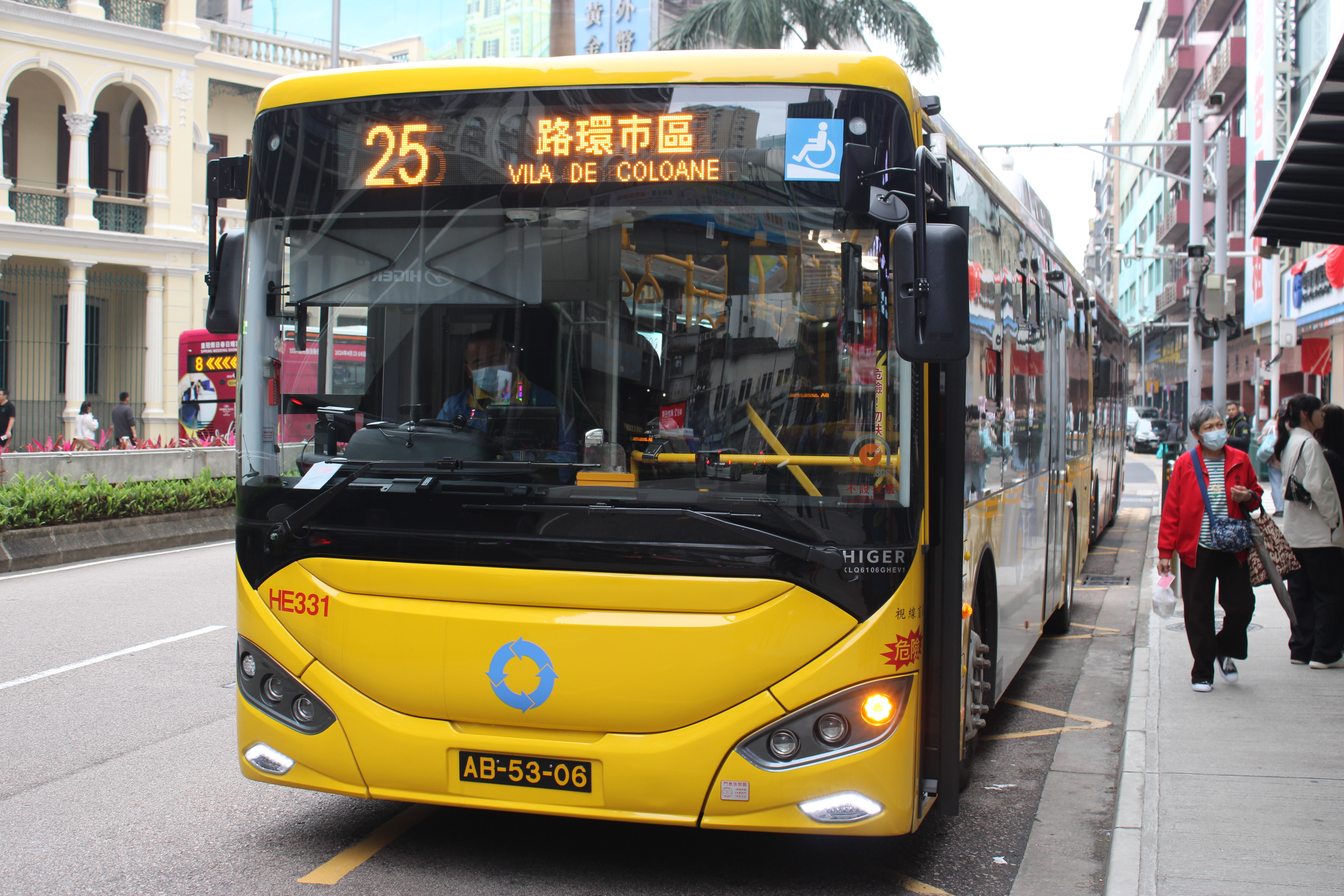
新福利增程式電動KLQ6106GHEV1巴士

- 2023年，新福利引進106輛KLQ6106GHEV1增程式電動中巴
- 車身繼續沿用「蔚藍」設計，中門採用內嵌式車門
- 車內為全低地台設計，由前門至車尾均為一級踏步
- 中門前座位為2+1排列，中門後座位為2+2排列
- 與KLQ6106GHEV幾乎一樣，惟為了讓此車型可行駛H3路線，移除車頂整流罩及降低車身高度至不足3.2米，因而被稱為「矮仔車」、「最長中巴」
- 為增加載客量，車身增長至10.499米，距離大巴的最低長度標準只差0.01厘米，車輛續航力亦有所下降，是因應澳門舊大橋限重，新福利特別與廠商研究改良，減低車身高度的輕量化設計，每班車載客量增加，巴士疏導能力增強[2]

巴士詳細：
- 發電引擎：康明斯 D4.5EVID190，摩打：精進 TZ400XSE01
- 載客量：24座位+40企位
- 車輛長度：10.49米

行駛路線及備註：
- 現時主要行駛5X、25、25AX、25B、25BS、26A、33、102X路線

#### 蘇州金龍KLQ6106GHEV2（HE347-HE384）
簡介：

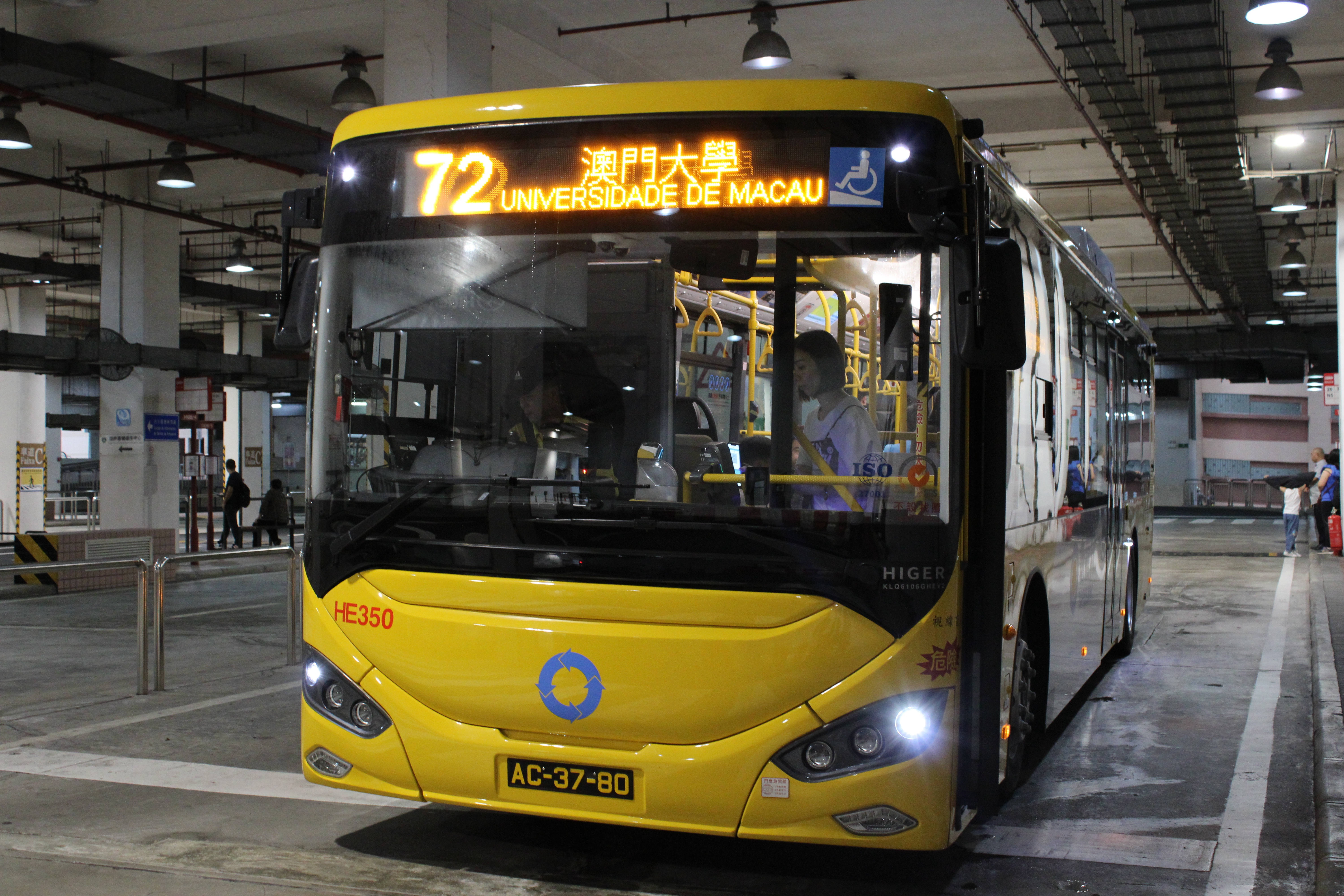
新福利增程式電動KLQ6106GHEV2巴士

- 2024年，新福利引進38輛KLQ6106GHEV2增程式電動中巴
- 車身繼續沿用「蔚藍」設計，中門採用內嵌式車門
- 車內為全低地台設計，由前門至車尾均為一級踏步
- 外形幾乎與KLQ6106GHEV1一樣

巴士詳細：
- 發電引擎：玉柴 YCS04180-68，摩打：精進 TZ400XSE01
- 載客量：24座位+40企位
- 車輛長度：10.499米

行駛路線及備註：
- 現時主要行駛5X、25、25AX、25B、25BS、26A、33、102X、103X路線

#### 蘇州金龍KLQ6756GHEV（HE601-HE640）
簡介：

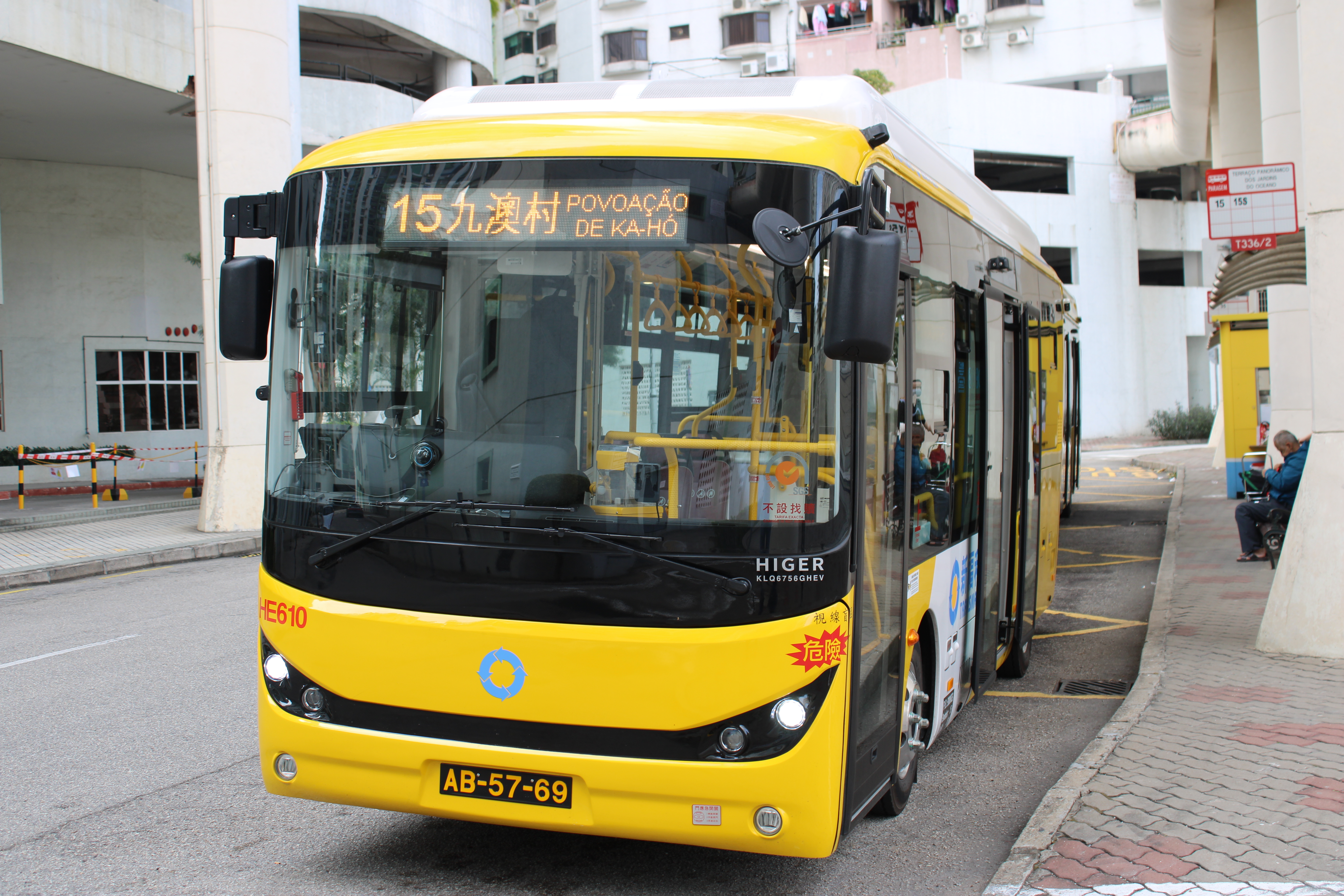
首批蘇州金龍KLQ6756GHEV

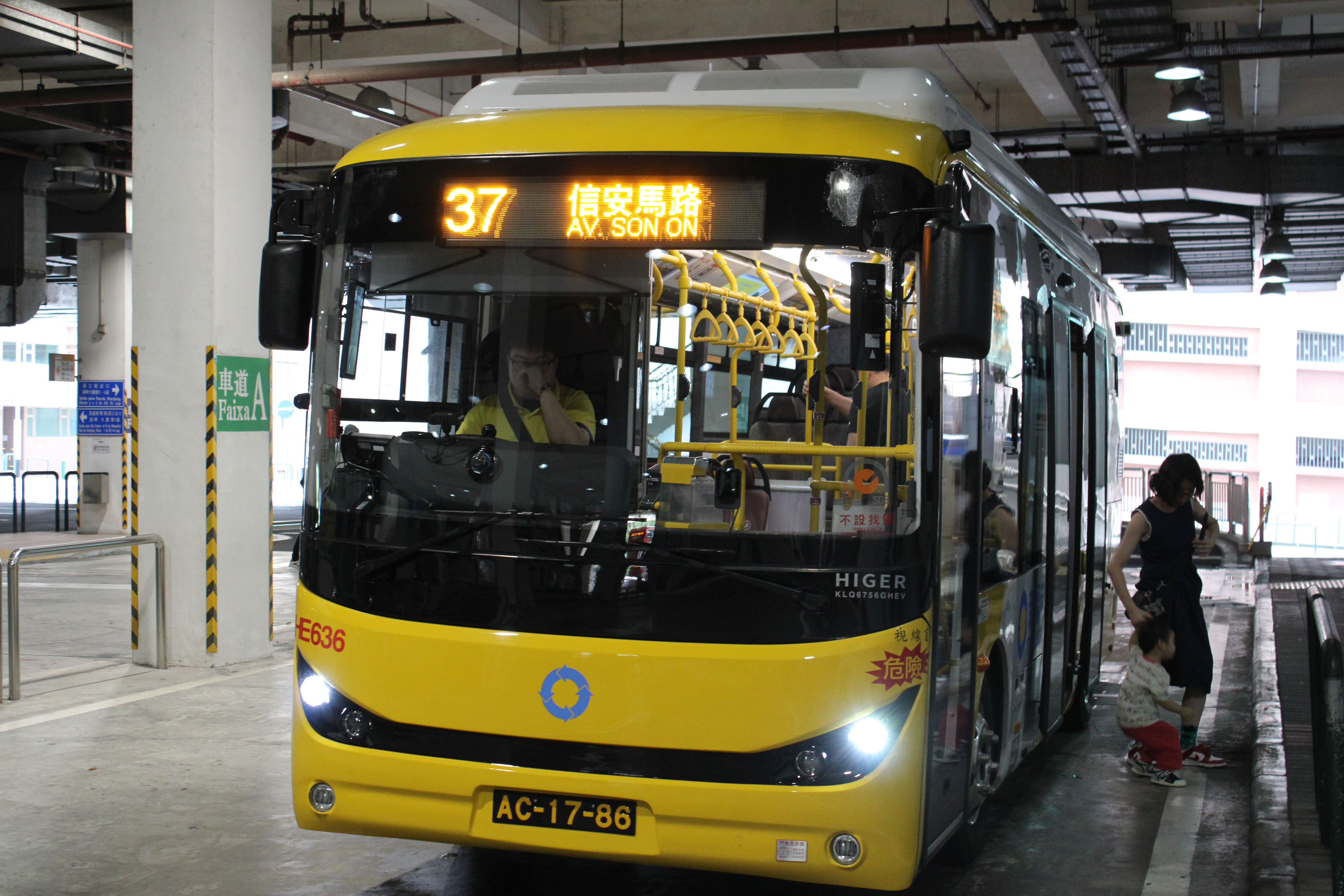
次批蘇州金龍KLQ6756GHEV

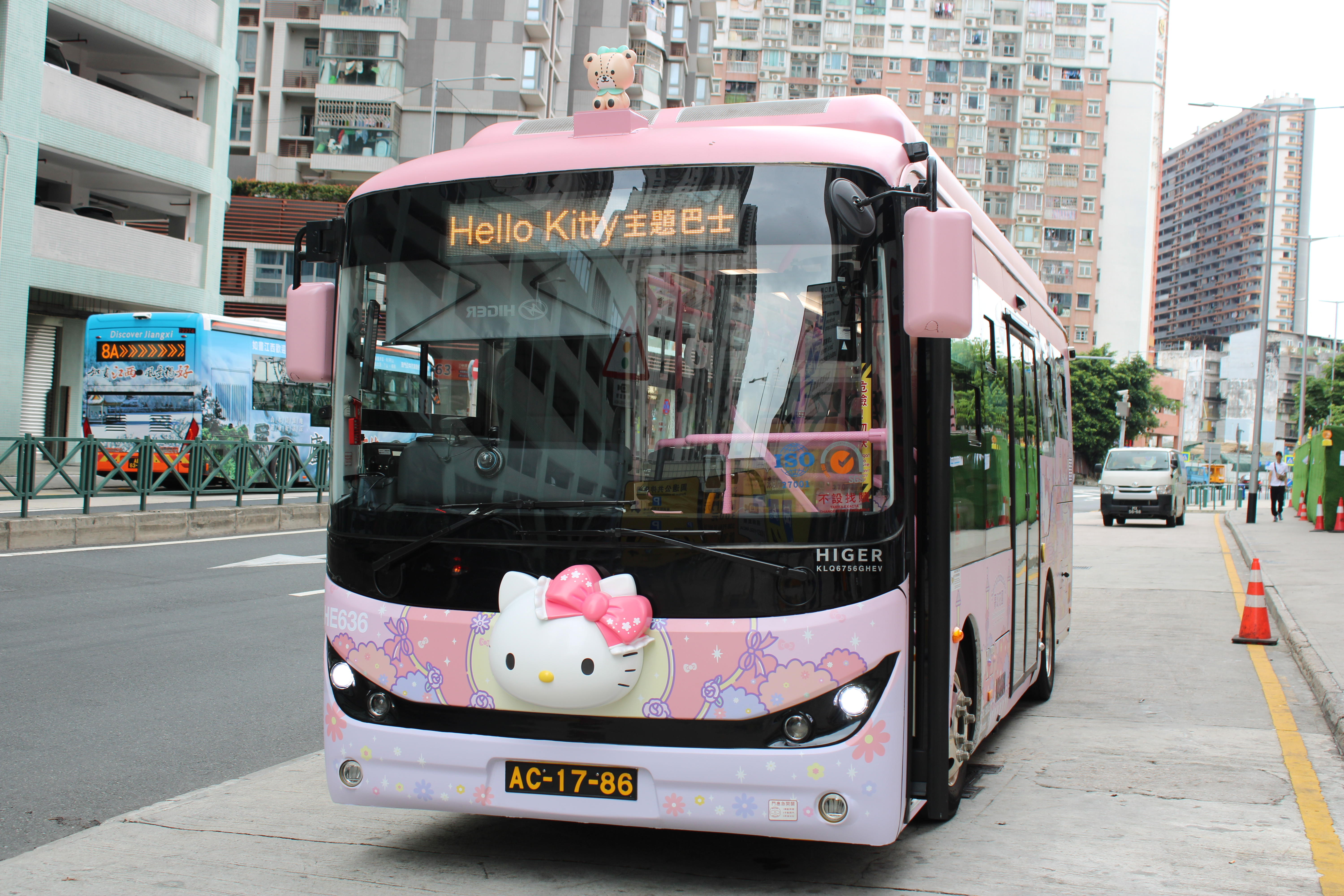
改裝為Hello Kitty主題巴士的蘇州金龍KLQ6756GHEV

- 2024年，新福利引進35輛KLQ6756GHEV增程式電動小巴。[2]同年8月再次增購5輛以擴充車隊
- 用於取代2014年購入的三菱Rosa
- 其中第二批次為澳門首部使用AC車牌的巴士
- HE636被改裝為Hello Kitty主題巴士，用於Sanrio夢幻花園活動

巴士詳細：
- 發電引擎：玉柴 YCY24140-60A，摩打：精進 TZ230XS055DN01
- 載客量：15座位+26企位
- 車輛長度：7.5米

行駛路線及備註：
- 現時主要行駛9、15、15S、16、28C、37路線

#### 蘇州金龍KLQ6186GHEV（HL01-HL02）
簡介：

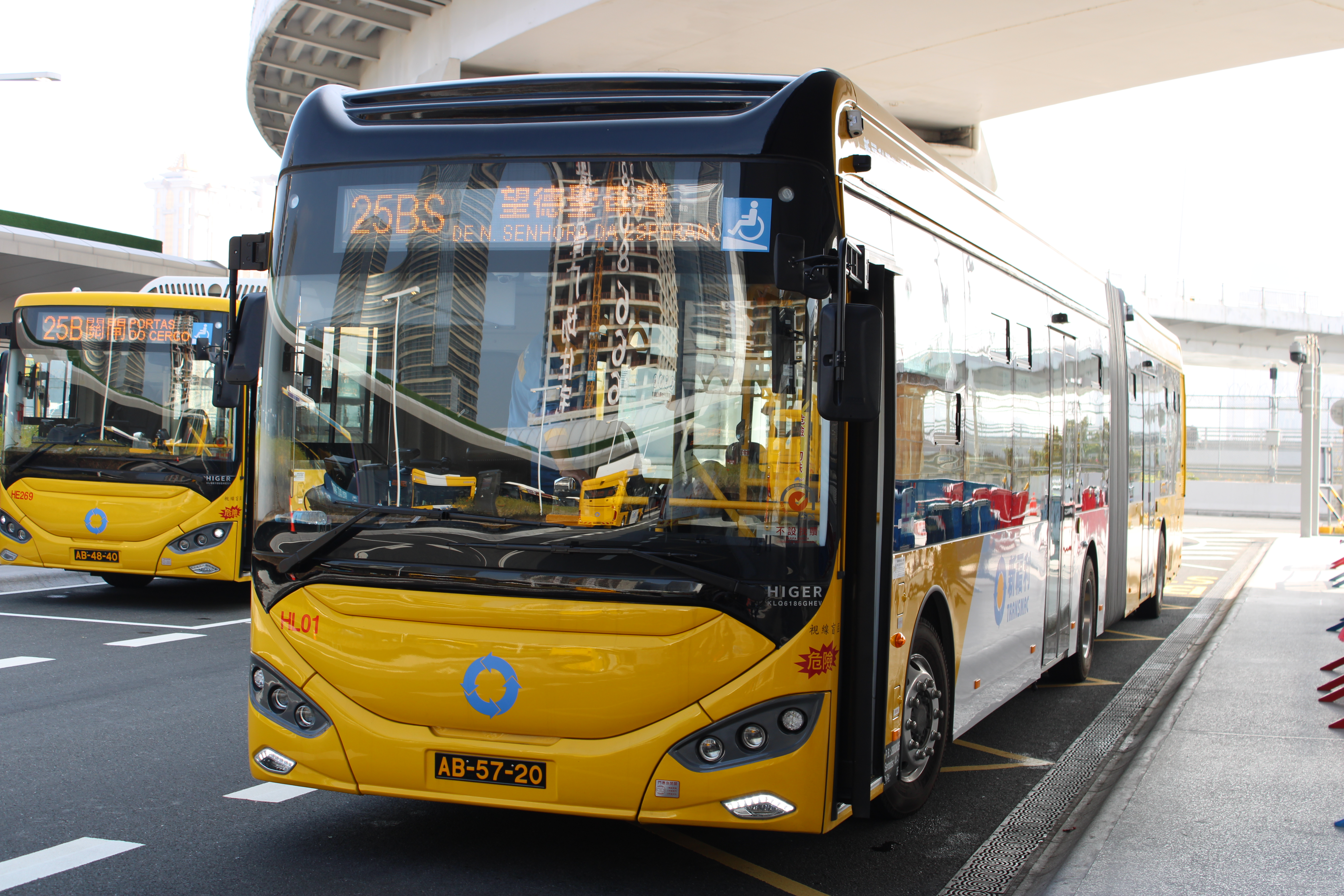
蘇州金龍KLQ6186GHEV

- 2024年，新福利引進2輛KLQ6186GHEV增程式電動掛接大巴
- 車身繼續沿用「蔚藍」設計，中門和後門採用內嵌式車門
- 全澳甚至是全國首部鉸接增程式超長大巴[2]
- 全澳最高載客量巴士
- 全澳總重量最重巴士

巴士詳細：
- 發電引擎：東風康明斯 D6.7EVID230，摩打：德納 TZ488XSPE352WH-E
- 載客量：44座位+86企位
- 車輛長度：18米

行駛路線及備註：
- 現時主要行駛25BS、51路線

### 培訓車版本（7.545米）

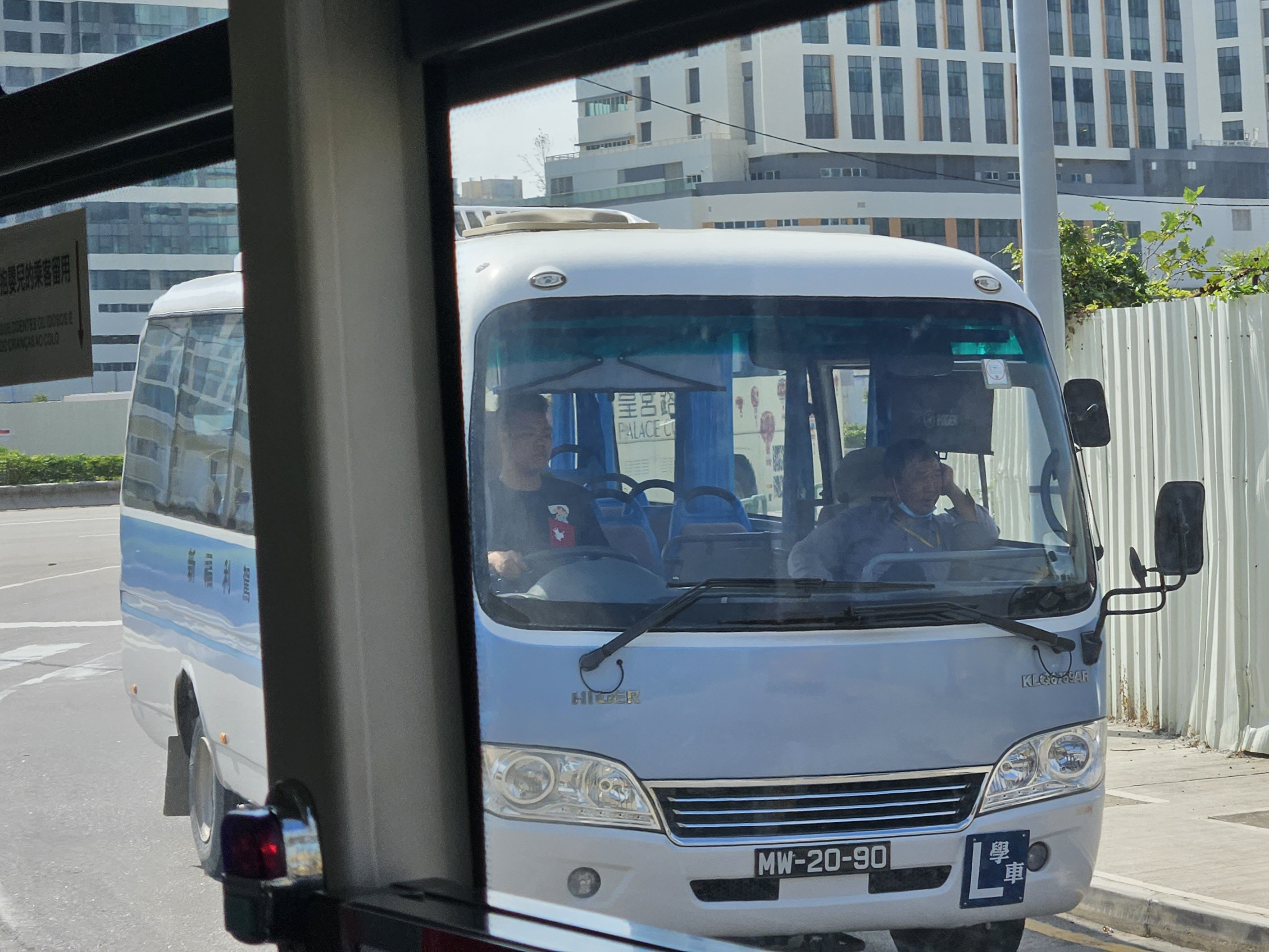
蘇州金龍KLQ6759AR

新福利駕駛學校在2014、2016年共引進2架KLQ6759AR小巴，用作D2牌訓練車。

## 澳巴款式

### 廈門金旅XML6105J15（3162-3169）
簡介：

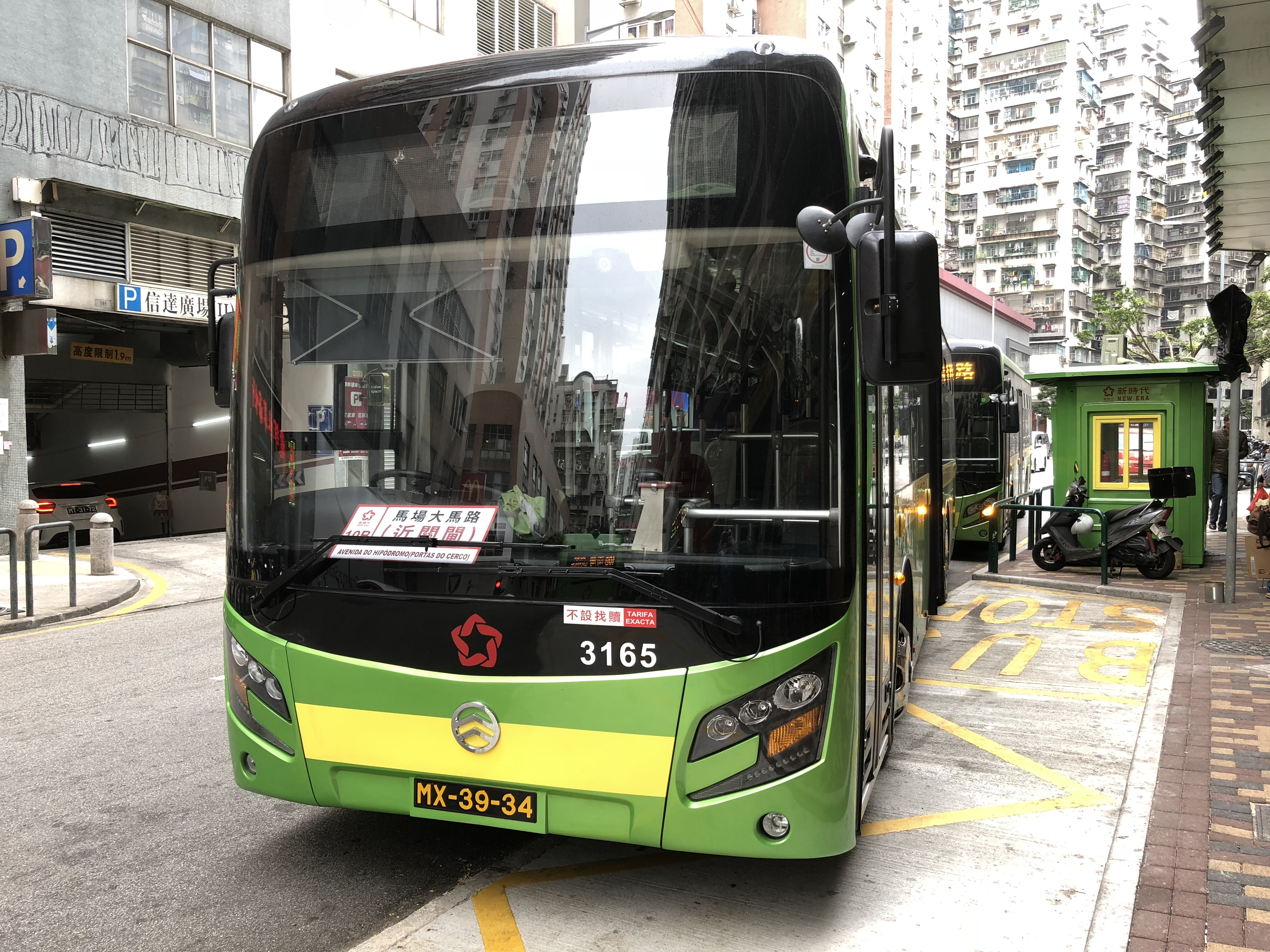
新時代首次引進廈門金旅XML6105J15

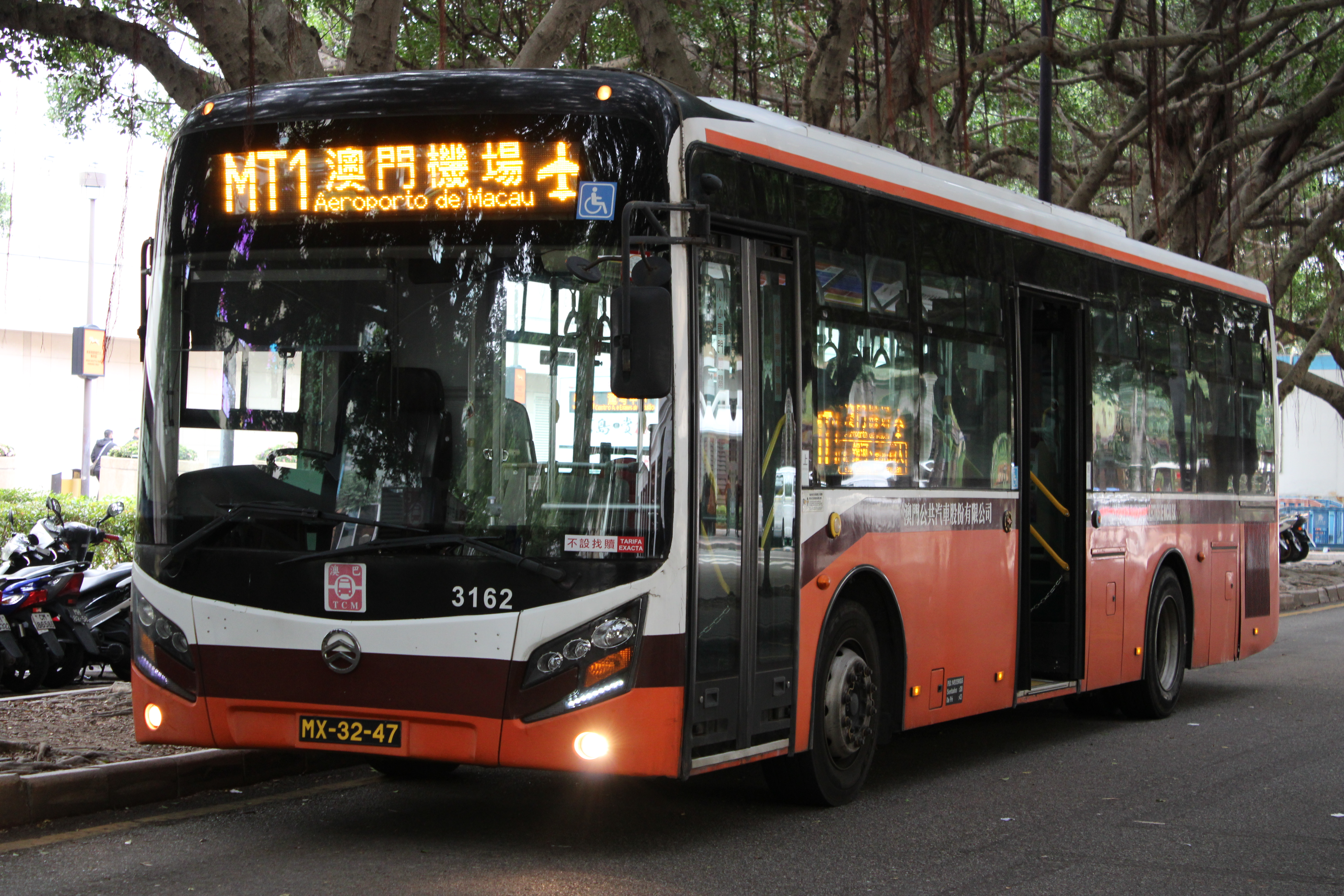
兩巴合併後，廈門金旅XML6105J15過檔至澳巴使用，行駛MT1路線

- 新時代在2016年12月1日進行對外公開招標，金旅客車為第二中標廠商，獲得8部訂單
- 2018年8月1日起，新時代併入澳巴，所有金旅客車由澳巴持有

巴士詳細：
- 引擎：玉柴YC6A240，波箱：Allison T270(R)
- 載客量：28座位+44企位
- 車輛長度：10.84米

行駛路線及備註：
- 退出營運前主要行駛73、MT1路線
- 全數於2024年7月下旬退出營運，並在2025年5月進行拆解。

### 蘇州金龍KLQ6116GHEV（E3265-E3332、E3439-E3441）
簡介：

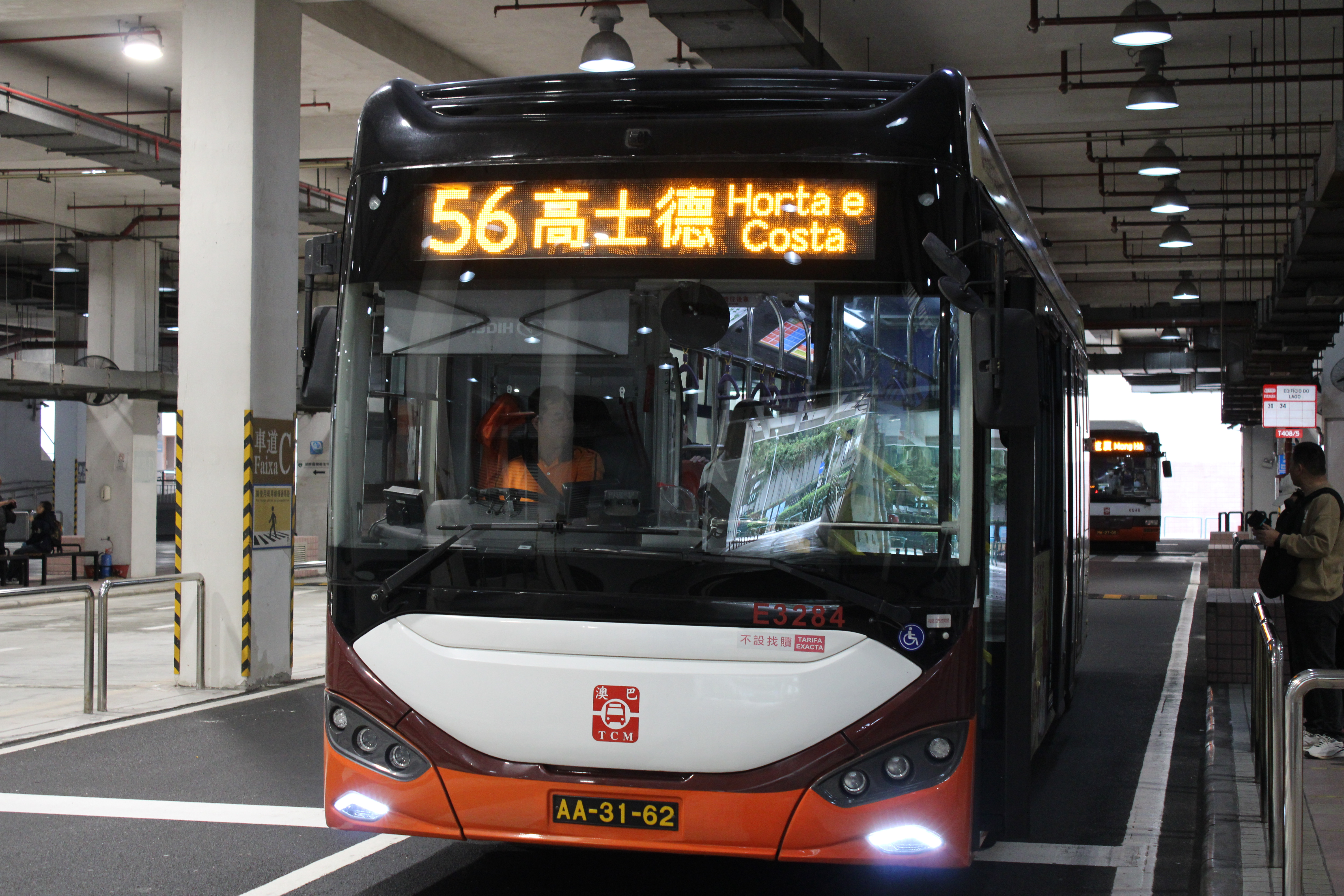
澳巴首批蘇州金龍KLQ6116GHEV

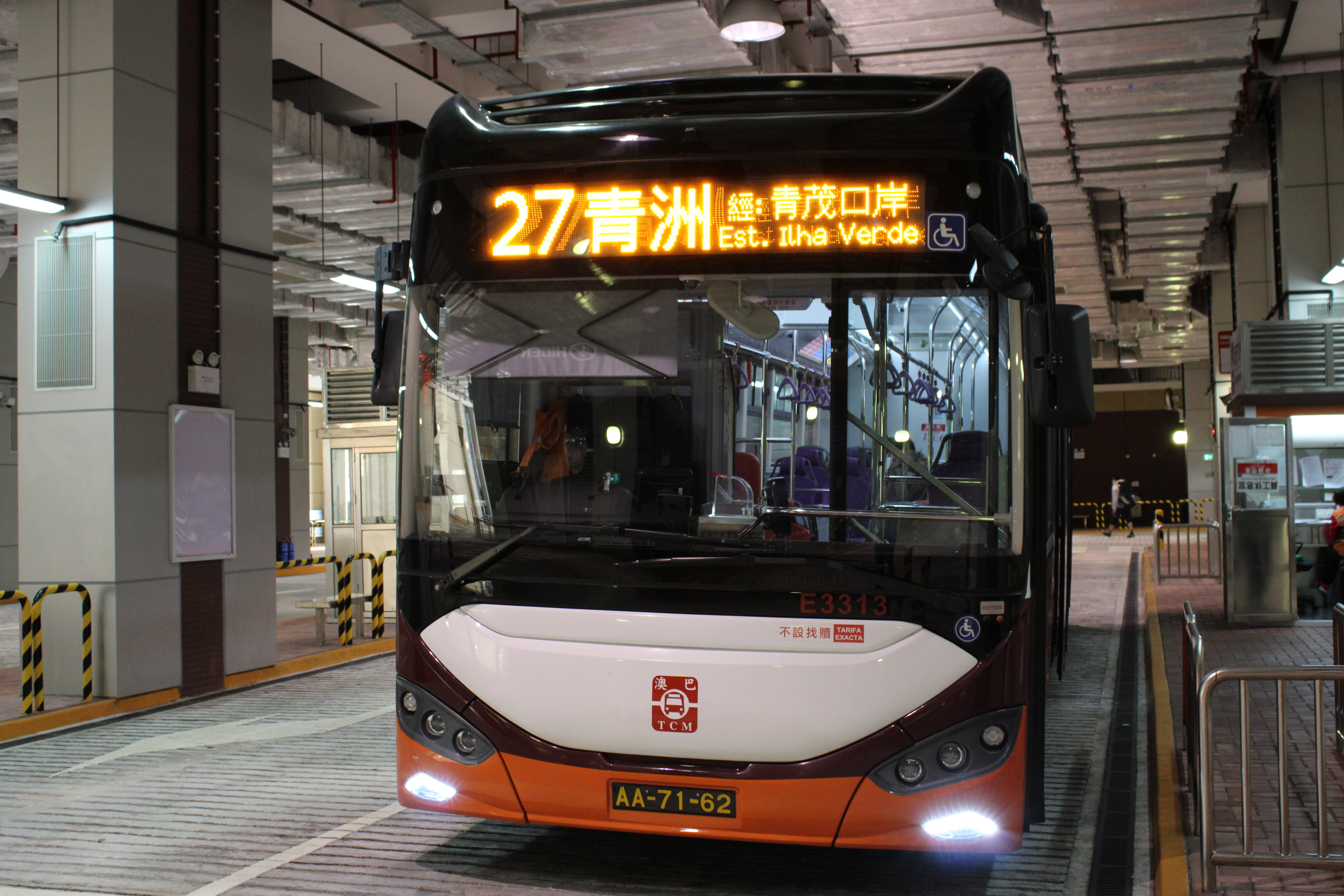
澳巴次批蘇州金龍KLQ6116GHEV

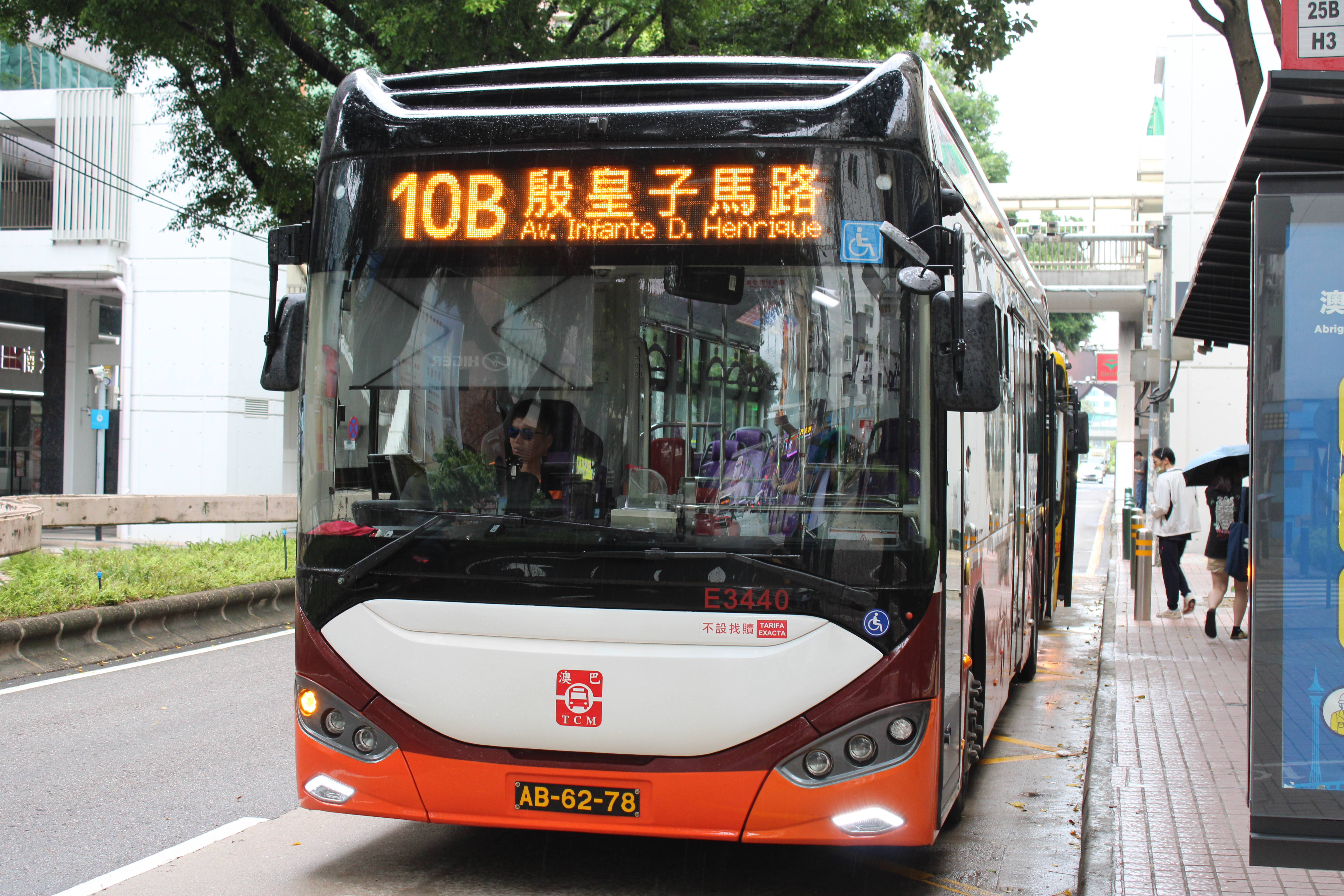
澳巴第三批蘇州金龍KLQ6116GHEV

- 澳巴於2021年公開招標中，就包括了蘇州金龍KLQ6116GHEV增程式大巴，與新福利版本的大致一樣
- 首批26輛於2022年4月投入服務，次批42輛2023年1月起投入服務，而第三批的3輛亦於2024年3月投入服務
- 車廂內部、座椅、座位數目與新福利版本不同
- 尾牌也與新福利版本的半塊不同，澳巴版本是完整的
- 尾門處還設有一層梯級

巴士詳細：
- 發電引擎：玉柴 YCS04180-68，摩打：精進 TZ460XSF06
- 載客量：25座位+55企位
- 車輛長度：11.36米

行駛路線及備註：
- 現時主要行駛10B、23、27、29、30、MT3路線

## 因故提早退役
- K14在2008年8月9日行走34線時，駛至友誼大橋氹仔引橋口附近時，疑車尾機件故障著火焚燒。火勢迅速蔓延，司機疏散車上所有乘客後，全車隨即陷入火海，消防接報到場開喉灌救。事後巴士嚴重焚燬，僅餘殘骸。因為難以修復，提早退役，成為首部退下來的K車。

## 改裝
- K76-K85原本使用綠色磁牌，不過最終換做橙色電牌。
- K59退役後，還作包車之用，在2012年9月頭牌換成原Rosa舊頭牌。
- K86-K100、K101-K105原使用綠色磁牌，在2015年開始換成橙色電牌，其中，K88為首部換成橙色電牌的巴士，在2014年11月份更換。

## 外部連結
- 廈門金龍XMQ6103G介紹，短車檔案室 （页面存档备份，存于）
- 其他金龍巴士介紹，短車檔案室 （页面存档备份，存于）

1. ↑  . 澳門日報. 2023-02-06  [2023-02-08]. （原始内容存档于2023-02-08）.
2. 1 2 3  . 新福利.